# Chute des régimes communistes en Europe
Cet article décrit en détail l'effondrement des dictatures communistes, dites « démocraties populaires » dans sept pays d'Europe centrale et de l'Est : Albanie, Allemagne de l'Est (RDA), Bulgarie, Hongrie, Pologne, Tchécoslovaquie et Roumanie. Les dernières années de l'Union soviétique jusqu'à sa disparition fin 1991 sont évoquées dans cet article en tant qu'élément de contexte fondamental à la compréhension des évènements dans ses États satellites, mais sont traitées en détail dans l'article relatif à la dislocation de l'URSS. De même, la dislocation de la Yougoslavie, État communiste qui fonctionnait de façon autonome hors du bloc de l'Est, et les guerres qui la ravagèrent durant les années 1990 ne sont pas traitées dans cet article.
La chute des régimes communistes en Europe est l'effondrement entre 1988 et 1991, dans les sept pays de l'Europe centrale et orientale, des régimes communistes que Joseph Staline a installés dans les années 1944 à 1949, officiellement afin de « se constituer un glacier protecteur » à la frontière occidentale de l'URSS, censée être « menacée par l'impérialisme capitaliste ». Devenus des États satellites de l'URSS, ces pays ont adopté, à peu de nuances près, le modèle politique et économique soviétique. Ils étaient liés à l'URSS par des traités bilatéraux d'amitié et de coopération et par une alliance multilatérale militaire, le pacte de Varsovie, et économique, le Conseil d'assistance économique mutuelle (ou Comecon).
Au milieu des années 1970, l'Union soviétique et ses satellites du bloc de l'Est semblent au faîte de leur puissance, s'auto-proclament « démocraties populaires en constant progrès économique et social », et paraissent installées pour durer dans un monde bipolaire stabilisé par la détente Est-Ouest.
La chute du mur de Berlin, le 9 novembre 1989, est l'évènement symbolique par excellence de cette période de libération de l'Europe de l'Est, même si les véritables phénomènes majeurs sont l'ouverture du rideau de fer à la frontière austro-hongroise et le démantèlement des barbelés le 2 mai 1989, le succès complet de Solidarność aux élections semi-libres du 10 juin 1989 en Pologne et l'acceptation de toutes les demandes de l'opposition tchécoslovaque le 28 novembre 1989, moins de deux semaines après le début des manifestations de masse, baptisées depuis la révolution de Velours. Ces révolutions s'effectuent sans violence particulière car, à l'exception de Nicolae Ceaușescu en Roumanie, aucun dirigeant en place n'a plus osé recourir à la milice ou à l'armée pour rétablir l'ordre, même si certains, comme en RDA, se félicitent en juin 1989 de la reprise en mains de la situation par le PC chinois et justifient le massacre de la place Tian'anmen. Quant à Ceaușescu, seul en Europe à avoir provoqué de sanglants affrontements dans son pays, il est renversé le 22 décembre 1989 et exécuté trois jours plus tard par ses propres troupes.
La chute des régimes communistes en Europe est suivie fin 1991 par la dislocation de l'URSS. La guerre froide prend fin, le pacte de Varsovie et le CAEM, structures institutionnelles du bloc de l'Est, cessent d'exister à l'été 1991. Une économie de marché fort peu réglementée s'installe dans tous les anciens États communistes, dont une partie adopte aussi, à des degrés divers, la démocratie représentative, tandis que le nationalisme se substitue au communisme comme horizon idéologique officiel.

## Contexte et origines de la chute

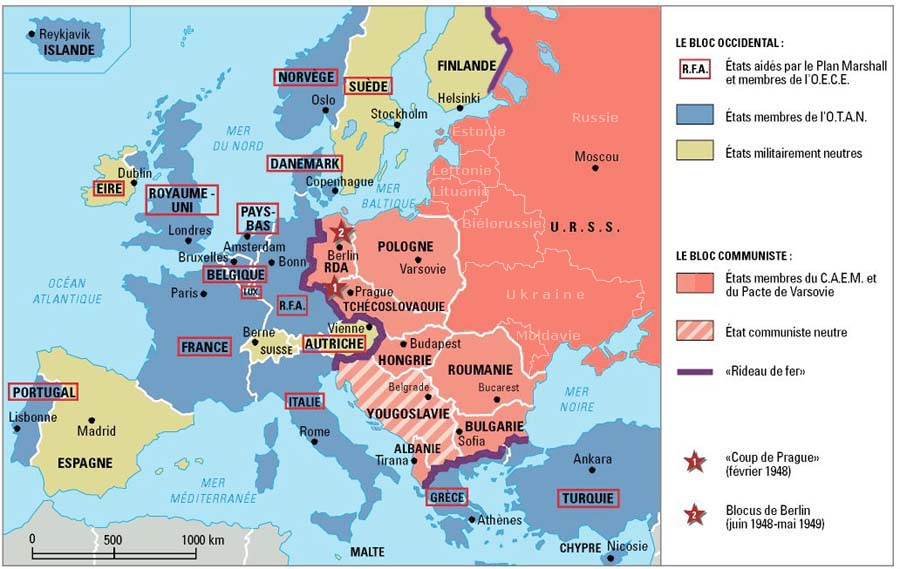
Dans les années 1960, la Roumanie et l'Albanie ont pris une relative autonomie vis-à-vis de l'URSS, tandis que la Yougoslavie compte au rang des pays non alignés.

Au milieu des années 1970, l'Union soviétique semble au faîte de sa puissance et le bloc qu'elle forme avec les six États d'Europe de l'Est membres du pacte de Varsovie semble stable, prospère et solidement ancré dans le modèle communiste tel que défini par le « grand frère » soviétique. Américains et Soviétiques dialoguent d'égal à égal et s'entendent sur des accords de limitation des armes stratégiques afin que ne puisse être rompu l'équilibre atteint. La détente stabilise les relations internationales et permet le développement des échanges économiques entre l'Est et l'Ouest. La stabilité de ce contexte est considérée comme acquise par les dirigeants occidentaux, qui perçoivent leurs homologues des pays communistes comme des interlocuteurs fiables investis d'une incontestable légitimité, et les dissidents comme une minorité non-représentative d'utopistes, à l'instar des « contestataires » de l'Ouest.
Mais sur le plan intérieur, la « praxis » politique des gouvernements communistes leur aliène le soutien des peuples auxquels chaque Parti communiste local s'impose comme parti unique aux ordres indiscutables, interdisant de facto la constitution d'associations, syndicats ou autres structures sociales indépendantes du pouvoir, et quadrillant les sociétés civiles d'une logistique policière massive de surveillance et répression, articulée autour de la police politique, active par la censure, l'écoute aléatoire et sans aucun contrôle juridique des conversations téléphoniques, l'ouverture du courrier, la pratique courante d'arrestations arbitraires, de tortures en cours d'interrogatoire, d'internements psychiatriques et de déportation des citoyens arrêtés, avec ou sans « jugement », dans les camps de travail forcé.
Sur le plan économique, la stricte planification touchait tous les aspects de la production, de la distribution et de la consommation, au mépris des ressources disponibles, des possibilités techniques, de l'environnement et des besoins de la population, et interdisait toute forme d'autogestion, créant des inégalités entre la haute bureaucratie du parti, de l'État, de l'armée et de la police politique qui disposait d'un niveau de vie satisfaisant, et le reste de la population confronté à une pénurie permanente d’énergie, de denrées, de produits finis et de services (ce qui encourageait le développement d'une économie informelle, mais spéculative).
Cette gouvernance, dite « doctrine Brejnev » et analysée comme une forme de totalitarisme, conduit à l'étouffement du « printemps de Prague » et donc du « socialisme à visage humain » qui visait à établir les libertés fondamentales, la souveraineté populaire et un État de droit : cette « normalisation » prive les citoyens des pays communistes de tout espoir d'améliorer leur condition, et dès lors, le relâchement de la répression lors de la perestroïka et de la glasnost (instaurés à partir de 1986 par Mikhaïl Gorbatchev) est perçu comme un signe d'affaiblissement et de délitement.
À la longue toutefois, cette « ligne dure » s'avère être une impasse tant politique qu'économique, et le discours prononcé par Mikhaïl Gorbatchev fin 1988 à l'ONU annonce l'abandon de la « doctrine Brejnev », encourageant les réformateurs à s'engager dans la transformation en profondeur du système. Dès mai 1988, les réformateurs arrivent au pouvoir en Hongrie, à l'occasion du congrès du Parti. En Pologne, le gouvernement est contraint de dialoguer avec l'opposition : le processus aboutit à des élections libres et à la fin du statut de parti unique du Parti communiste. Les mouvements démocratiques et syndicaux qui mènent dans ces deux pays la contestation de la dictature agissent avec prudence en 1988 et début 1989, tant est encore grande la crainte d'arrestations massives et d'une intervention soviétique. Cela explique que la transition démocratique y prenne plus d'un an, alors qu'au second semestre 1989, en l'absence de la répression attendue, elle se fait en quelques mois en Tchécoslovaquie, en Allemagne de l'Est et en Bulgarie. Seuls les régimes roumain de Nicolae Ceaușescu et albanais de Ramiz Alia continuent à réprimer leurs citoyens et résistent quelques mois de plus à l'« effet domino » qui parcourt tout le bloc communiste. Les premières élections libres depuis des décennies ont lieu en 1990 dans tous les anciens États communistes d'Europe de l'Est, à l'exception de l'Albanie, dont le changement de régime n'intervient que début 1991.

### Fin de la domination soviétique en Europe de l'Est
Dans les années 1980, les gouvernants communistes bloquaient tout progrès et étaient rétifs à toute réforme capable de résoudre les problèmes qui minaient leurs régimes : obsolescence de l'outil industriel, faible productivité, retard technologique, accaparement des richesses par la nomenklatura, poids trop important des dépenses militaires pour soutenir la rivalité avec l'OTAN et résistance passive (la seule possible) des populations. Symboliques ou perçus comme tels, le crash en France du Tu-144, copie soviétique du Concorde, mais surtout la catastrophe nucléaire de Tchernobyl, en Ukraine, illustrent ces faiblesses aux yeux de la communauté internationale.
Aux prises avec ces problèmes en URSS, Mikhaïl Gorbatchev transfère sur les dirigeants des États communistes d'Europe de l'Est la charge de trouver leurs propres solutions à leurs problèmes politiques, sociaux et économiques, en les encourageant à suivre la voie des réformes en cours en Union soviétique. L'URSS renonce à l'usage de la force pour réprimer les crises qui secouent les régimes d'Europe de l'Est, et sur le plan économique elle ne peut mettre en œuvre une intégration économique et financière, comme celle qui est en chemin au sein de la CEE, et ne peut leur apporter une aide directe d'une nature comparable au plan Marshall. L'avenir de l'Union soviétique et le développement des relations avec l'Ouest sont les vraies priorités de Gorbatchev, les deux ayant comme facteur commun de réussite la nécessité de mettre fin au retour de la guerre froide constaté depuis 1975.

#### Renoncement à la «doctrine Brejnev»

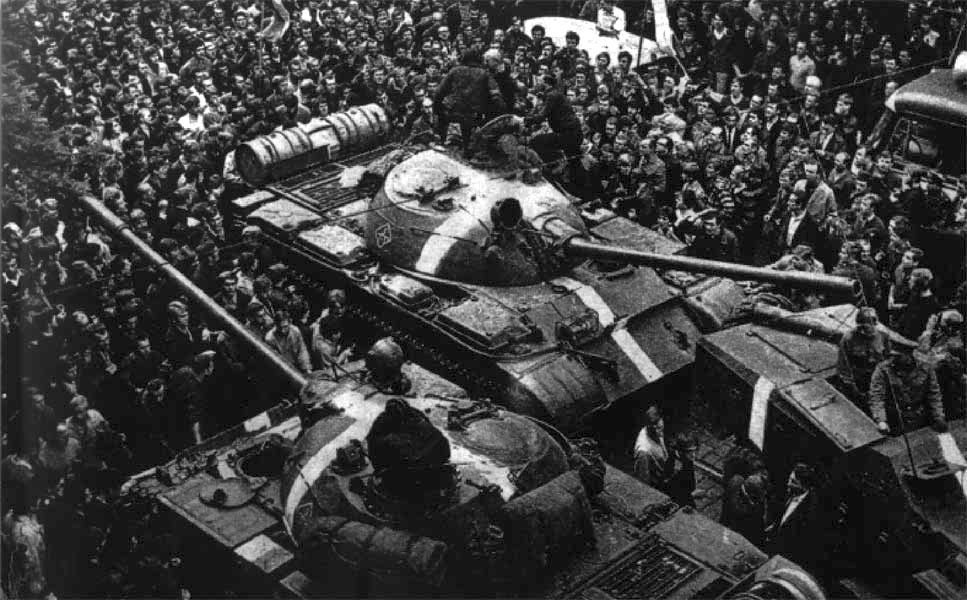
À Prague en août 1968, des manifestants tentent d'arrêter les chars soviétiques.

Durant la mainmise soviétique sur l'Europe de l'Est depuis les années 1945-1948 jusqu'à la fin des années 1980, des révoltes s'y sont produites à plusieurs reprises. À chaque fois, le recours à la force, direct ou indirect, par les autorités communistes pour y mettre fin, a montré aux populations et aux partisans des réformes au sein des Partis communistes, que ni la gouvernance autoritaire, ni la prééminence de l'URSS, ni l'appartenance au pacte de Varsovie n'étaient négociables. La « doctrine Brejnev » formule à cet égard une position géopolitique qui, en dépit de la guerre froide, bénéficie de l'assentiment tacite de l'Occident depuis les conférences interalliées de la fin de la Seconde guerre mondiale,.
Arrivé au pouvoir en 1985, Mikhaïl Gorbatchev, conscient des conséquences internationales d'un revirement politique, mais confronté aux transformations technologiques, économiques et sociales du monde, sait que la « doctrine Brejnev » est une impasse, mais tente de sauver le communisme réel au moins en URSS, en revenant vers certains idéaux du socialisme à visage humain, comme la transparence. La position de l'Union soviétique vis-à-vis de ses États satellites évolue progressivement : Gorbatchev les encourage à conduire des réformes et les avertit qu'ils ne doivent plus compter sur les Soviétiques pour réprimer leurs populations ou résoudre leurs problèmes économiques. L'incertitude demeure toutefois parmi les dirigeants européens de l'Est jusque fin 1988. Gorbatchev noue des relations étroites avec les dirigeants occidentaux, mais dit clairement que dans la « maison commune européenne », chacun doit « respecter l'espace de l'autre ». Dans son esprit, il n'est pas encore question de démanteler le bloc de l'Est dont il pense qu'il peut trouver une voie combinant le socialisme et l'économie de marché, pour un « marché socialiste » conforme aux vues d'Evseï Liberman et différent du capitalisme libéral occidental.

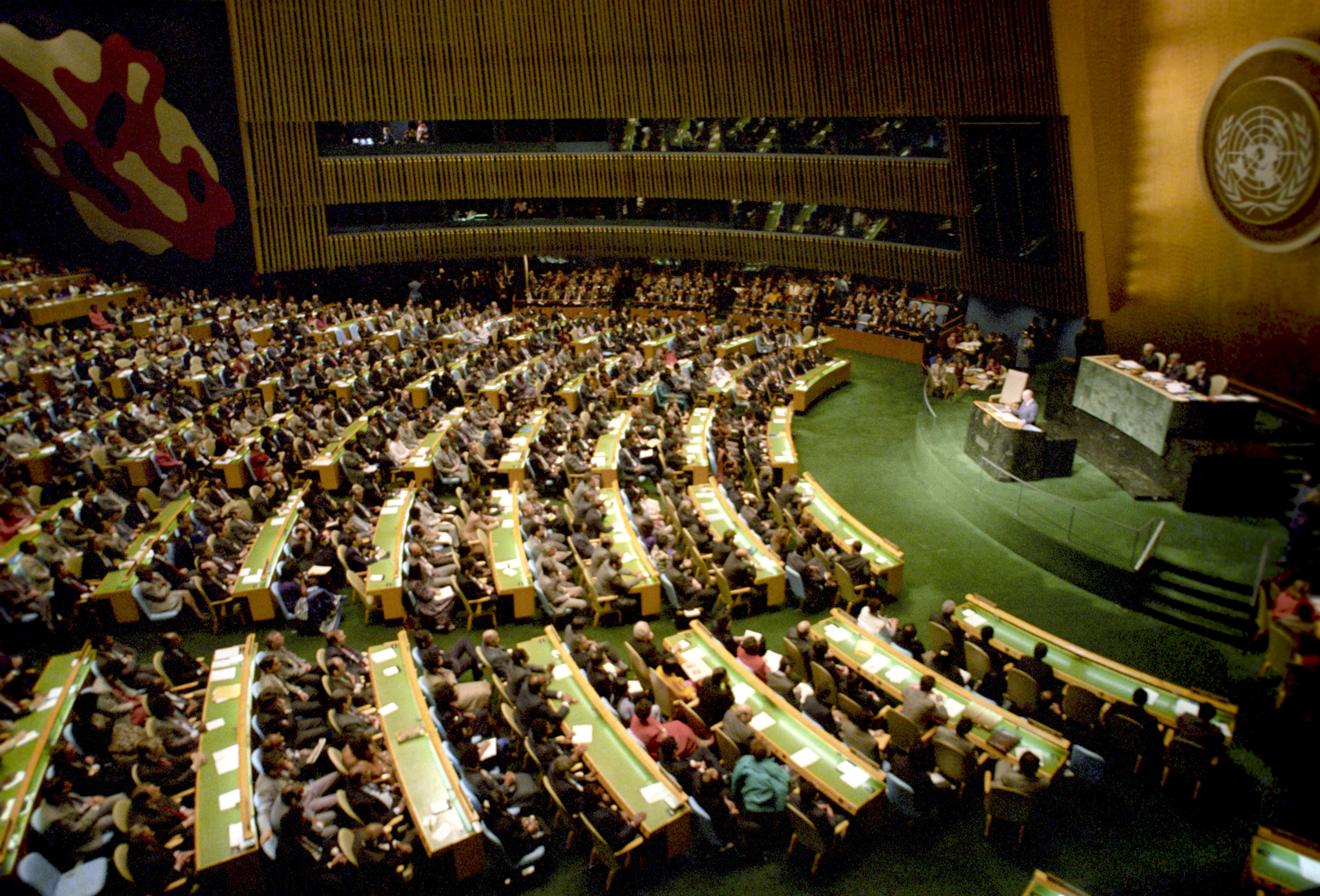
Mikhaïl Gorbatchev s'adresse à l'Assemblée générale de l'ONU en décembre 1988.

Les réformateurs communistes, les intellectuels, les dissidents et la population de façon générale demeurent dans l'incertitude entre 1985 à 1988 quant aux réactions soviétiques si des évènements de nature comparable au Printemps de Prague survenaient dans tel ou tel pays communiste, dont la gouvernance reste basée sur un appareil répressif massif qui ne voit pas d'un bon œil la perestroïka et la glasnost introduites par Gorbatchev en URSS.
Ce contexte change radicalement fin 1988. Lors du discours qu'il prononce le 7 décembre 1988 à l’Assemblée générale de l’ONU, Mikhaïl Gorbatchev annonce des réductions importantes des troupes soviétiques en Europe et affirme que « l'usage de la force ne peut plus constituer un instrument de la politique étrangère, (…) et que le principe du libre choix est (…) un principe universel qui ne devrait souffrir aucune exception ». Cette déclaration enterre définitivement la « doctrine Brejnev ». Cette ligne politique est réaffirmée avec force par Gorbatchev le 6 juillet 1989 à l'occasion de son discours devant le Conseil de l'Europe, et le 7 juillet lors du sommet des dirigeants du pacte de Varsovie. Gorbatchev donne la priorité à la poursuite à ses relations avec l'Ouest qui seraient irrémédiablement compromises s'il faisait usage de la force comme Brejnev le fit en 1968 à Prague.

#### Encouragement mais soutien concret limité aux réformes dans les pays de l'Est

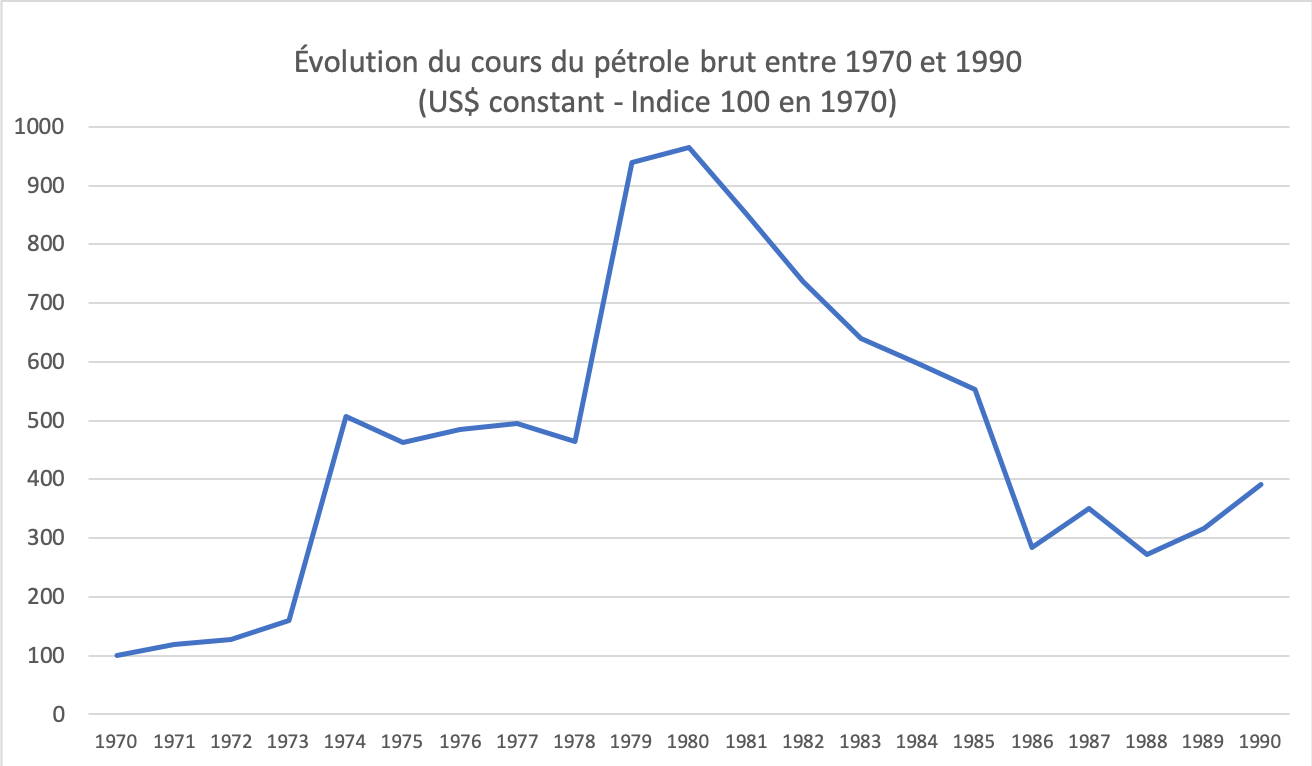
Graphique du cours du pétrole brut entre 1970 et 1990, base 100 en 1970.

Lorsqu'il arrive au pouvoir en 1985, Gorbatchev définit un programme ambitieux pour l’Europe de l’Est qui repose notamment sur la revitalisation économique des pays socialistes en s'appuyant sur le Comecon pour coordonner les productions, et en matière de politique étrangère sur une coordination plus étroite du pacte de Varsovie.
Mais les problèmes structurels de l'économie soviétique sont aggravés au milieu des années 1980 par la faiblesse du cours du pétrole. L'URSS possède des ressources naturelles considérables. Dans les décennies 70 et 80, elle produit entre 15 % et 20 % du pétrole extrait dans le monde ce qui la place au premier rang. Les Soviétiques bénéficient dans les années 1970 de l'envolée des prix du pétrole, mais la chute des cours au milieu des années 1980 les prive des ressources financières nécessaires pour moderniser leur économie et a fortiori pour soutenir massivement les économies du Comecon.
Conscient des réalités de l'Europe de l'Est — graves problèmes économiques, leadership vieillissant et mécontentement social croissant — Gorbatchev incite les dirigeants communistes à mener des réformes économiques. Il cherche toutefois à trouver le bon équilibre entre changement et stabilité, en évitant d'imposer les réformes à des systèmes politiques fragiles, déstabilisés par la brutale accélération de l'histoire en Europe depuis 1985. La RDA illustre parfaitement cette manière de faire : les relations sont mauvaises entre Gorbatchev et Honecker dès le départ, ce dernier n'hésitant pas à contester ouvertement le bien-fondé des réformes en URSS ; il faut attendre octobre 1989, dans le contexte de la célébration du quarantième anniversaire de la fondation de la RDA pour que Honecker soit poussé dehors par des membres réformateurs du SED avec l'assentiment de Gorbatchev.

### Facteurs de la chute du communisme en Europe de l'Est
Des crises majeures ont à plusieurs reprises secoué les régimes communistes d'Europe de l'Est : le soulèvement ouvrier est-allemand du 16 juin 1953, l'insurrection de Budapest en 1956, le Printemps de Prague en 1968, ou encore l'émergence de « Solidarność » en Pologne, suivie de l'instauration de l'État de siège en Pologne de 1981 à 1983. Mais à chaque fois, la soumission des dirigeants des prétendues « démocraties populaires » à Moscou et le recours à la force brutale ont permis d'enterrer tout espoir de réforme. Pour autant, les causes structurelles de ces crises ne disparaissent pas et ce sont elles qui aboutissent à la chute de tous les régimes communistes en Europe de l'Est.
Ces causes structurelles sont la gouvernance autoritaire des dirigeants, le retard technologique dû à la stricte planification et à la méfiance des autorités face aux innovations, les pénuries de ressources, de pièces, d'énergie et de denrées dues à la mauvaise organisation et à la pénalisation des initiatives en économie, la résilience de la société civile et de l'esprit de liberté citoyenne, les abus de la nomenklatura (ou « oligarques »), l'illégitimité des partis communistes au regard de l'abîme séparant les actions concrètes des idéaux affichés, et l'affaiblissement qui en découle face à l'Occident dans la compétition de la guerre froide,.

#### État de guerre froide entre Est et Ouest
La guerre froide, et la course aux armements avec l'Ouest qu'elle entraîne, drainent une partie considérable des ressources de l'Union soviétique, limitant sa capacité à développer la zone économique qu'elle forme avec ses États satellites et à leur fournir des moyens financiers suffisants en faveur de la modernisation de leur industrie. Symétriquement, bien que les échanges entre l'Est et l'Ouest se soient considérablement développés durant les années 1970 dans le contexte de la détente, lorsque les finances publiques et l'économie de pays comme la Pologne en particulier se dégradent dans les années 1980, l'Ouest ne leur apporte pas d'aide substantielle, demeurant dans une prudente expectative quant aux évolutions à l'Est et dans une logique de guerre où il doit y avoir un vainqueur et un vaincu.

#### Dévoilement de la réalité économique du «bloc de l'Est»

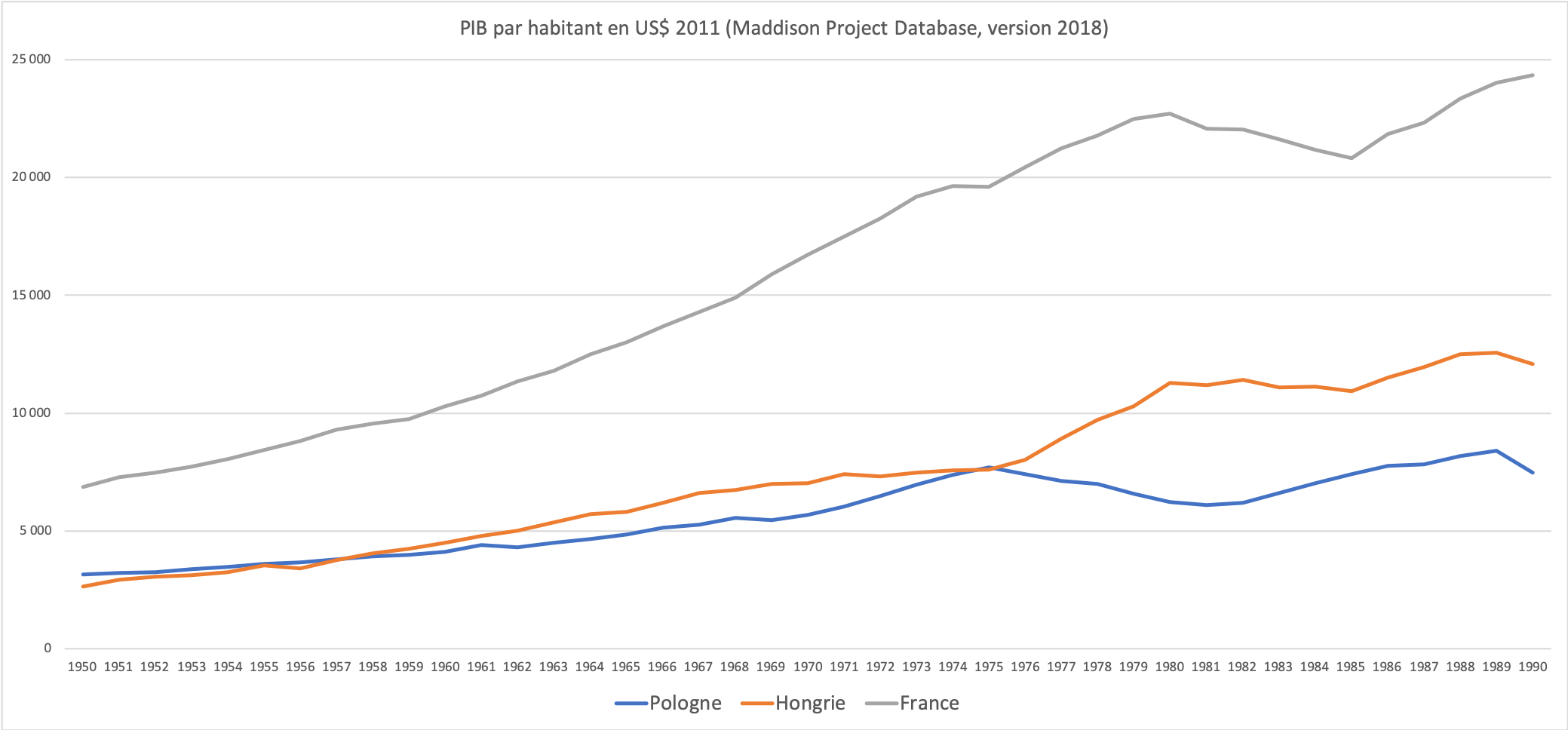
Graphique comparatif du PIB par habitant en US$ 2011 de la France, la Hongrie, et la Pologne entre 1950 et 1990.

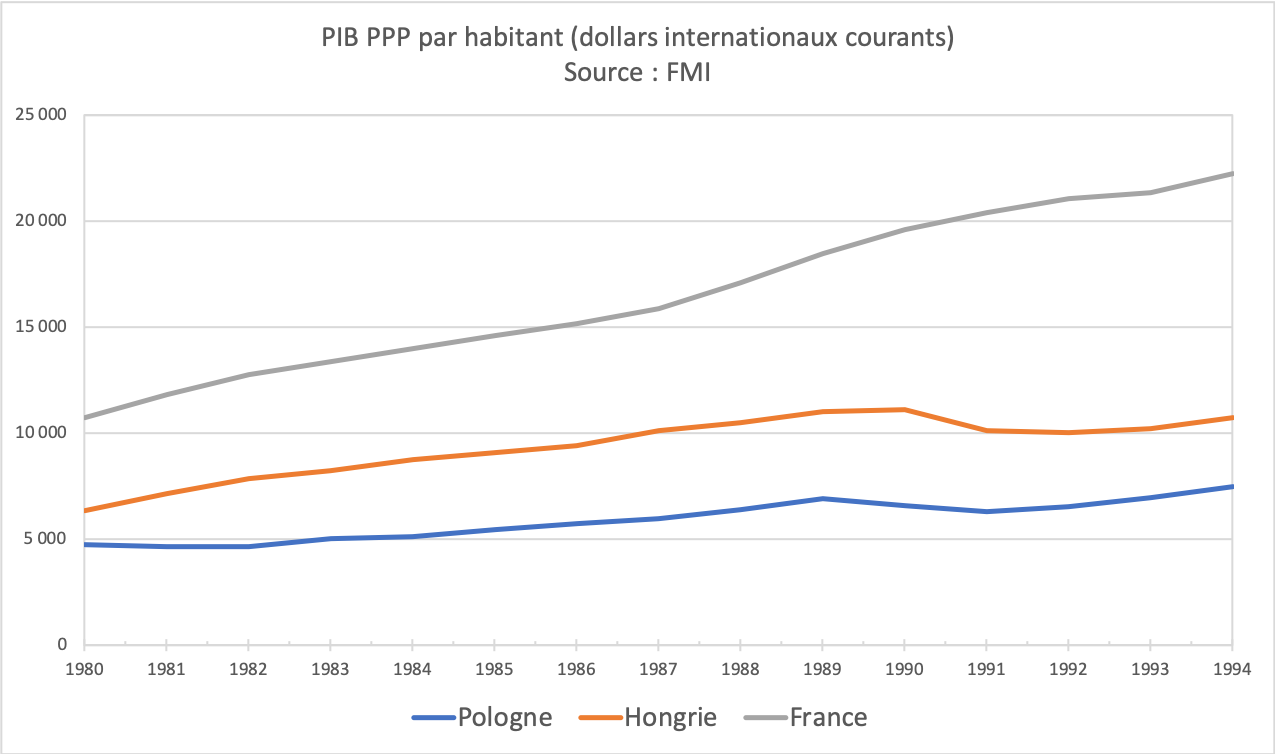
PIB PPP par habitant France, Hongrie et Pologne 1980-1994.

Sur le plan économique, le modèle communiste repose, en théorie, sur la collectivisation et une stricte planification d’État, ne touchant pas seulement les orientations macro-économiques, mais aussi tous les aspects de la production, de la distribution et de la consommation. En pratique, ce modèle économique se révèle inapplicable, génère pénuries et inégalités, favorise l'émergence d'une économie parallèle de subsistance, tente de camoufler cette situation par des statistiques truquées, et des économistes comme le soviétique Evseï Liberman proposent donc, le plus souvent vainement, un modèle hybride où les principes fondamentaux cohabiteraient avec des éléments réempruntés à l'économie de marché. L'usage de la répression et l'abolition des libertés civiles sont combinés avec, à l'extérieur, une diffusion massive de statistiques brillantes, affichant une productivité croissante, et à l'intérieur, des concessions d'ordre économique visant à diminuer le mécontentement.
L'histoire économique des pays du Comecon est celle d'une succession de réformes, souvent suivies de coups d'arrêt, qui ne remettent pas fondamentalement en cause le système centralisé et autoritaire. Tous les réformateurs ont cherché un compromis entre le maintien du système centralisé et l'amélioration de son efficience. L'ouverture à l'Ouest dans le contexte de la détente a dans les années 1970 financé la modernisation de l'outil de production et soutenu artificiellement une certaine augmentation du niveau de vie, en Hongrie et en Pologne notamment, au prix d'un endettement qui devient un nouveau problème majeur dans les années 1980. Les difficultés de l'Union soviétique, qui est le cœur du système, fragilisent aussi les économies d'Europe de l'Est obligées de se soumettre aux décisions soviétiques relatives aux flux d'import-export, tandis qu'elles ne peuvent plus bénéficier du soutien financier dont elles auraient besoin pour continuer de survivre.
Les voies économiques choisies par les pays du Comecon et les résultats obtenus sur le plan du niveau de vie sont assez variables, mais partout, les années 1965-1975 sont moins difficile que celles d'avant et d'après, car l'accessibilité des énergies fossiles et fissiles encore abondantes dans le monde entier, les « trente glorieuses » dans les pays occidentaux et la détente allègent les efforts économiques, favorisent les échanges et profitent aussi au « bloc de l'Est ». En 1950, le PIB par habitant représente en Pologne 46 % et en Hongrie 39 % de celui de la France ; en 1988, ces chiffres sont respectivement de 35 % et 53 %. Ils témoignent de la dure situation économique que subit la population de la Pologne communiste, clairement à l'origine des mouvements ouvriers qui donnent naissance à Solidarność et finiront par renverser le régime. En Hongrie, l'un des pays les plus réformateurs sur le plan économique, les résultats sont bien meilleurs, mais la stagnation des années 1980 en montre les limites et l'écart de niveau de vie avec la France est encore du simple au double,. En 1988, le PIB par habitant de la RDA et de la Tchécoslovaquie se situent au premier et au second rang parmi les pays du Comecon avec respectivement 9 300 US$ et 7 600 US$. Les autorités est-allemandes, elles aussi, vantent la réussite économique de leur pays, mais celle-ci est pour partie due au développement considérable du commerce interallemand résultant de l'Ostpolitik menée par Willy Brandt au début des années 1970, et pour autant le PIB par habitant de la RDA n'est que de la moitié environ de celui de la RFA ou de la France en US$ courants,. Les comparaisons statistiques précises sont rendues difficiles tant les différences sont grandes entre les systèmes économiques de l'Ouest et de l'Est et tant les statistiques officielles à l'Est sont sujettes à caution. Concernant le PIB par habitant tout particulièrement, les données en US$ courants (ou constants) et en parité de pouvoir d'achat (PPA ou PPP) reposent pour les pays de l'Est sur des analyses et des extrapolations. Elles sont donc des ordres de grandeur.
Concernant l'Allemagne, le gouvernement publie chaque année des statistiques détaillées sur l'évolution comparée des Länder de l'Est et de l'Ouest. En 1991, le PIB par habitant en euros courants est de 9 442 € pour ceux de l'Est et de 22 030 € pour ceux de l'Ouest, montrant bien l'écart considérable qui existait entre les deux Allemagnes. Après la chute des régimes communistes, l'adoption dans les pays de l'Est d'outils d'évaluation statistique homogènes avec ceux du reste du monde, et la transparence des résultats finissent par révéler une situation économique et sociale désastreuse, contrastant avec les statistiques communistes antérieures, contraste aussitôt analysé par les nostalgiques du régime et de l'URSS comme un « effondrement » dû à l'abandon du système économique communiste.

#### Résilience de la société et de l'esprit de liberté civile
Même si la terreur stalinienne n'a plus cours, le caractère totalitaire de la gouvernance communiste demeure dans les années 1970 et 1980 : le contrôle étroit et la censure de toutes les sphères sociales, politique, économique, publique, privée et même intime, ne se desserre pas, et les polices politiques restent hypertrophiées et actives. Dans tous États communistes, la nomenklatura exerce sa répression non pour réaliser le dessein collectiviste, mais pour se maintenir au pouvoir par la violence, l'intimidation et la surveillance constante. La Stasi en Allemagne de l'Est et la Securitate en Roumanie, organisées sur le modèle du NKVD-KGB soviétique avec lequel elles collaborent étroitement, en sont les exemples les plus médiatisés depuis 1990. Toutefois, dans la décennie 1980, en raison du développement des télécommunications internationales qui rendent plus visibles leurs pratiques, les polices politiques ne jouissent plus du même secret ni de la même impunité. Sous l'œil des médias internationaux, la société civile, souvent à travers ses intellectuels, se libère peu à peu de la paralysie dans laquelle la terreur l'avait plongée, encouragée aussi par la mobilisation croissante à l'Ouest en faveur des dissidents les plus connus et contre les répressions les plus violentes, prive les États communistes du soutien quasi-inconditionnel de la gauche.
Selon les termes mêmes de la déclaration de la Charte 77, applicables à toute l'Europe communiste, « la liberté d’expression publique est réprimée par la mainmise du pouvoir central sur tous les médias, ainsi que sur l’ensemble des activités d’édition et culturelles », et « la liberté de culte est systématiquement entravée de façon arbitraire par le pouvoir qui encadre les activités du clergé » ; de plus, sur le plan politique, « le système de subordination de fait de toutes les institutions et organisations du pays aux directives politiques de l’appareil du Parti au pouvoir, ainsi qu’aux décisions arbitraires des dirigeants, est l’instrument de la limitation et souvent de la suppression complète d’un grand nombre de droits civiques » ; les citoyens sont « forcés de vivre en permanence avec la peur de perdre leur emploi et d’autres droits s’ils expriment leurs opinions ».
Malgré plusieurs décennies de terreur, de répression et d'endoctrinement, les besoins fondamentaux de l'être humain sont toujours là, à l'Est comme à l'Ouest du rideau de fer : bon nombre d'Européens de l'Est continuent à penser que les droits humains et civiques ne devraient pas être réservés aux Occidentaux, et que les idéaux affichés par les États communistes ne constituent ni une alternative à ces droits, ni une raison valable pour les restreindre ou les supprimer. L'échec du Printemps de Prague met fin aux espoirs de réforme et d'humanisation du système communiste de l'intérieur. Les contestataires des années 1970 mènent leur action hors des partis communistes car ils constatent que le changement ne peut venir que de la société civile. Il s'agit, pour les dissidents qui mènent cette contestation sous la forme de désobéissance civique sans violence, de développer progressivement leur assise dans la société et leur visibilité internationale, afin d'exercer une pression toujours plus forte sur un pouvoir qui désormais hésite à faire preuve d'autoritarisme brutal.

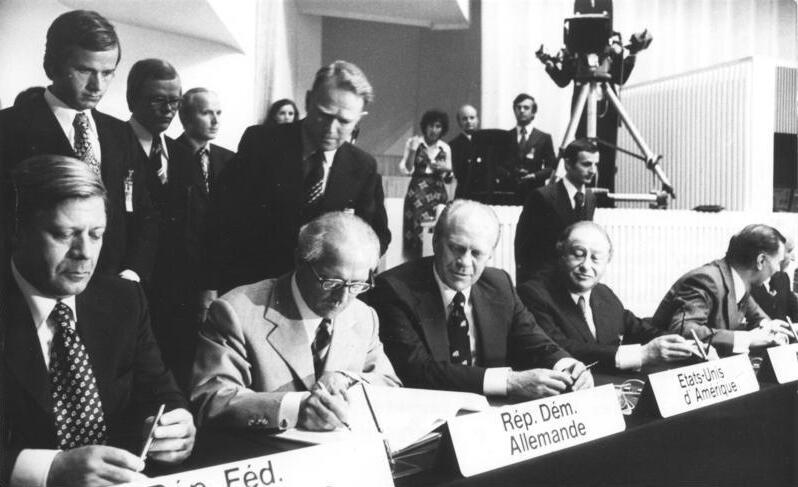
Signature des accords d'Helsinki : Helmut Schmidt (RFA) et Erich Honecker (RDA) assis côte à côte.

Les contestataires tirent ainsi le meilleur parti des accords d'Helsinki du 1er août 1975 qui marquent un tournant décisif dans la vie politique et intellectuelle des pays communistes. La Charte 77 en Tchécoslovaquie en est la parfaite illustration. La charte publiée le 1er janvier 1977 s'appuie sur les engagements pris à Helsinki par tous les pays européens y compris ceux du bloc communiste dans le domaine des droits de l'homme et des libertés fondamentales, et dans le cas de la Tchécoslovaquie entrés légalement en vigueur mars 1976. Les régimes communistes ne peuvent pas accéder aux exigences de liberté des contestataires sans compromettre leur contrôle total du système politique et social en place, mais il leur est difficile d'adopter une politique répressive brutale qui contreviendrait ouvertement aux Accords d'Helsinki et serait frappée de l'opprobre internationale alors que leur situation économique ne leur permet pas de rompre avec les Occidentaux. Aussi, dans la plupart des pays, la politique suivie oscille-t-elle entre dureté et ouverture avec, à titre d'exemple, des mesures autorisant l'accès à des médias de l'Ouest ou la libéralisation du tourisme.
Pour fonctionner, les régimes communistes ont besoin de la collaboration volontaire ou subie d'une part importante de la population, dont les marges de manœuvre sont clairement limitées par le fait que neuf personnes actives sur dix sont des salariés de l'État. Aussi, les possibilités de non-coopération économique ou politique sont-elles réduites. C'est pourquoi les dissidents se recrutent en premier dans les milieux intellectuels. Ils donnent à leur combat d'abord une dimension morale dans le domaine de la culture et de la liberté d'expression. Au début des années 1980, les mouvements organisés d'opposition sont peu nombreux et n'avaient pas l'espoir de renverser les régimes communistes dans un avenir proche. Mais ils ne sont que les éléments visibles de courants anticommunistes souterrains beaucoup plus larges, motivés par des convictions nationalistes ou religieuses fortes.

#### Illégitimité des partis communistes au regard des racines politiques et culturelles des pays d'Europe centrale et de l'Est
La position constitutionnelle de jure du Parti communiste comme « parti unique et organe dirigeant de l’État », interdit de facto la constitution d’associations, syndicats ou autres structures sociales indépendantes du pouvoir, et impose un courant de l’autorité et de légitimité (souveraineté), allant du sommet (le Comité Central) vers la base (les autres structures du Parti, les citoyens).
L'absence de renouvellement de la classe dirigeante soviétique, puis l'absence d'orientation politique au sommet de l'État soviétique du fait de la rapide succession des secrétaires généraux à la tête du PCUS après la mort de Léonid Brejnev ont également contribué à cette agonie. La confiscation progressive du pouvoir par une nomenklatura conservatrice et corrompue, sous le long règne de Brejnev, empêche toute réforme. La lutte pour le pouvoir entre réformistes et conservateurs donne ensuite lieu à un immobilisme total jusqu'à l'arrivée de Gorbatchev. C'est cette phase de lent délitement qui a créé les conditions de l'accès au pouvoir de Mikhaïl Gorbatchev. Gorbatchev fut désigné pour lui succéder par le réformateur Iouri Andropov, qui devint secrétaire général du PCUS immédiatement après Léonid Brejnev et qui fut, avant cela, patron tout puissant du KGB. Toutefois, à la mort d'Andropov, la vieille garde conservatrice lui préfère Konstantin Tchernenko, qui décède rapidement, ouvrant ainsi la voie à Mikhaïl Gorbatchev, nommé en mars 1985 au poste de Secrétaire général du Parti communiste de l'Union soviétique (PCUS).

#### Affaiblissement des partis communistes
Sur le modèle soviétique, le Parti communiste a le monopole du pouvoir dans les démocraties populaires d'Europe de l'Est. Et pourtant cette maîtrise totale du pouvoir ne l'a pas mis à l'abri de générer son propre affaiblissement, soit que la population rejette de plus en plus sa bureaucratie et le détournement des richesses du pays à son profit, soit qu'émergent en son sein des courants réformateurs suffisamment forts pour déstabiliser l'édifice de l'intérieur.
Par delà les perversions staliniennes, l'État communiste repose sur la vérité et la voie révélées par Lénine. La foi en l'enseignement révolutionnaire de Lénine a longtemps survécu chez les communistes. Lorsqu'il arrive au pouvoir, Gorbatchev lui-même y est attaché et ne se doute pas qu'en quelques années il finira par promouvoir un modèle proche de la social-démocratie. Cependant partout les réalités du pouvoir portent un coup fatal à l'ethos léniniste initial. En Europe de l'Est, très rapidement, les communistes au pouvoir profitent des privilèges que leurs fonctions leur permettent d'obtenir. La forme originelle idéologique et politique du communisme laisse la place à une forme bureaucratique et autoritaire, synonyme de conservatisme.
Cette évolution est aussi liée au modèle d'organisation du PC très centralisé et contrôlant, au sein duquel la volonté d'autoconservation de la bureaucratie de l'État-parti devient la raison d'être essentielle du régime. Avec le temps, la maturation du système est allée de pair avec un développement tentaculaire de la bureaucratie. La conjonction du pouvoir politique et du pouvoir économique aux mains de la nomenklatura favorise l'accaparement des richesses par une minorité et la corruption à tous les niveaux. Le peuple voit ces excès, mais cherche surtout à préserver la marge limitée de liberté que le régime lui laisse dans la sphère privée et se contente, en Hongrie ou en Tchécoslovaquie par exemple, de profiter d'une réelle amélioration de ses conditions matérielles de vie, sans toujours avoir connaissance du décalage important qui existe avec l'Ouest. Il en résulte néanmoins partout une fracture de plus en plus grande entre le Parti et la population, particulièrement évidente en Pologne où elle s'est massivement rebellée contre les pénuries permanentes, les hausses de prix et les efforts toujours plus insupportables qui lui sont demandés.
Cependant au sein même des partis, des positions divergentes existent de plus en plus sur les politiques à mener pour porter remède aux maux constatés. L'origine profonde de ces dissensions se trouve dans le fait qu'au fil des années, les partis communistes sont devenus plus représentatifs de la société et ont accueilli en leur sein un nombre important de jeunes diplômés, plutôt citadins, souvent porteurs d'idées réformistes. Dans les États communistes en général, et en Union soviétique en particulier, la grande majorité des spécialistes des sciences sociales sont membres du Parti. Beaucoup promeuvent des réflexions nouvelles et critiques sur le système politique et économique au sein même du parti au pouvoir. Toutefois, le système communiste est tel que, tant que les quelques hommes au sommet du Parti qui détiennent le pouvoir n'ont pas l'esprit ouvert aux idées nouvelles, celles-ci ne peuvent déboucher sur des politiques concrètes. Un tel changement au sommet de la hiérarchie politique s'était produit en 1968 lors du Printemps de Prague et se produit à nouveau vingt ans plus tard en Union soviétique, rendu possible par l'arrivée au pouvoir de Gorbatchev. Ce phénomène se reproduit en 1988 en Hongrie où, après avoir poussé dehors János Kádár, les réformateurs du PC initient les changements qui aboutissent en un peu plus d'un an à la fondation d'une nouvelle république de Hongrie.

## Chronologie générale
La chute des régimes communistes en Europe de l'Est n'est pas la conséquence de quelques évènements mais plutôt le résultat d'un long affaiblissement conduisant une fraction toujours plus importante de la classe ouvrière — supposée être la base des partis communistes — de la jeunesse, des intellectuels, voire de réformateurs au sein même du pouvoir à rejeter l'État communiste malgré les tentatives de réforme plus ou moins ambitieuses menées dans plusieurs pays. Cependant, dans chacun des pays, la bascule d'une crise plus ou moins latente à une perte de contrôle de la situation par les autorités communistes est le résultat direct de quelques évènements. La frise chronologique ci-dessous retrace visuellement pour chaque pays la période de temps qui s'écoule entre ces évènements et l'organisation des premières élections libres qui marquent de façon irréversible la fin du système communiste en Europe de l'Est.
La chute du mur de Berlin en novembre 1989 marque de manière symbolique la chute des régimes communistes en Europe et l'ouverture du rideau de fer. À juste titre la Pologne et la Hongrie revendiquent d'avoir ouvert la voie de ces révolutions pacifiques aux autres pays à partir de 1988.
En république populaire de Hongrie, le Parti socialiste ouvrier hongrois (PSOH) au pouvoir, sous l'impulsion de Miklós Németh, accepte le principe du multipartisme dès février 1989. L'accord intervenu entre la Hongrie et l'Autriche le 13 février 1989 d'ouvrir le rideau de fer à leur frontière, puis son démantèlement physique par les gardes-frontières eux-mêmes à la frontière austro-hongroise le 2 mai 1989 est un moment-clé. Cette ouverture de la frontière par les autorités hongroises soumet à l'épreuve des faits les déclarations de Mikhaïl Gorbatchev. Moscou ne dictera plus par la force de ses chars la politique à suivre en Europe de l'Est et dans sa zone d'influence. En juin, Imre Nagy et les protagonistes de l'insurrection de Budapest en octobre 1956 sont réhabilités.
En république populaire de Pologne, le syndicat libre Solidarność est à nouveau autorisé en avril 1989. En juin, le mouvement remporte la victoire aux élections législatives semi-libres, et refuse tout accord de gouvernement avec le Parti ouvrier unifié polonais (POUP). Wojciech Jaruzelski, seul candidat autorisé, est élu président de la République par le parlement, mais doit accepter Tadeusz Mazowiecki comme premier ministre.
Les mouvements d'opposition qui mènent dans ces deux pays la contestation du régime communiste agissent avec prudence en 1988 et début 1989, tant est encore grande la crainte d'une intervention soviétique, ce qui explique que la transition démocratique prenne plus d'un an, alors qu'elle se fait au second semestre 1989 en quelques mois en Tchécoslovaquie, Allemagne de l'Est et Bulgarie, l'effet domino jouant à plein. Seuls les régimes roumain de Nicolae Ceaușescu et albanais de Ramiz Alia résistent un peu plus longtemps au vent de changement qui parcourt tout le bloc soviétique.
Les premières élections libres depuis des décennies ont lieu en 1990 dans toutes les anciennes démocraties populaires d'Europe de l'Est, à l'exception de l'Albanie dont le changement de régime n'intervient que début 1991.
En parallèle, le « grand frère » soviétique lui-même s'effondre. En août 1991, en URSS, le putsch mené par des conservateurs contre Mikhaïl Gorbatchev échoue et Boris Eltsine, président de la Russie, décrète la dissolution et l'interdiction du Parti communiste de l'Union soviétique. Les quinze républiques de l'URSS déclarent l'une après l'autre leur indépendance à l'automne. Le 8 décembre 1991, la Communauté des États indépendants (CEI) est créée à Viskouli en Biélorussie et l'Union soviétique est officiellement dissoute le 26 décembre 1991 : cette métamorphose sauvegarde de manière plus souple la prépondérance russe dans douze des quinze républiques.

## République populaire de Pologne
Ainsi pour les Polonais, la chute du mur de Berlin commence en Pologne avec l'émergence de Solidarność en 1980, interrompue entre 1981 et 1988 par la tentative du pouvoir communiste exercé par Jaruzelski de museler l'opposition et de redresser l'économie, dont l'échec se traduit par la reprise du dialogue avec Solidarność le 31 août 1988.
Pourtant en 1986 et 1987, le pouvoir polonais peut se réjouir de l'affaiblissement des mouvements sociaux et de la reprise de ses relations avec l'Ouest. Signe aussi d'une certaine normalisation, du 8 au 14 juin 1987, Jean-Paul II effectue sa troisième visite en Pologne durant laquelle il prie sur la tombe du père Jerzy Popiełuszko. Le général Jaruzelski et son équipe, « aussi brillante que dépourvue de scrupules » selon la formule de François Fejtö, savent alterner méthodes policières et discours réformiste. Ainsi, en septembre 1986, tous les prisonniers politiques sont libérés, cette mesure est symbolique pour le POUP du retour à la normale célébré durant le Xe Congrès du Parti, elle répond aussi à une exigence des Occidentaux, en particulier des États-Unis, pour un retour à des relations normales. En février 1987, le président Reagan lève les sanctions décidées par les États-Unis au moment de l'instauration de la loi martiale en Pologne, annule l'interdiction de lui accorder des crédits et rétablit le statut de nation la plus favorisée. Mais Solidarność n'a pas disparu et le gouvernement échoue à réformer l'économie. L'émigration est forte, plus de 600 000 polonais ont quitté le pays depuis 1980, traduisant la lassitude d'une population démoralisée qui consacre son énergie à sa survie économique, bien loin des enthousiasmes suscités par les évènements du début de la décennie.
L'illusion du retour à la normale ne dure pas. En 1988, la population se révolte à nouveau. Fin janvier, l'annonce de très fortes augmentations de prix, 40 % pour les produits alimentaires, 60 % pour les produits pétroliers, démontre l'incapacité des autorités à assurer un avenir meilleur. Prenant le relai des manifestations étudiantes de mars, de nouvelles grèves ouvrières se déclenchent. Le 2 mai 1988, environ 7 000 des 12 000 ouvriers des chantiers navals Lénine de Gdańsk se mettent en grève en soutien aux grévistes des aciéries de Nowa Huta et pour réclamer que Solidarność soit de nouveau légalisé. Après trois mois d'accalmie, des grèves éclatent au mois d'août dans de nombreuses mines de charbon, qui s'étendent les jours suivants à des sites industriels dont à nouveau les chantiers navals de Gdańsk, les autorités instaurent le couvre-feu dans plusieurs villes, déploient des troupes et évacuent plusieurs sites. Le 31 août, Lech Wałęsa rencontre des représentants du pouvoir dont le ministre des Affaires intérieures, Czesław Kiszczak, une première depuis l'interdiction du syndicat Solidarność. Le POUP choisit Mieczysław Rakowski pour former un nouveau gouvernement afin de faire face à la crise sociale et économique du pays. Le pouvoir temporise. L'ouverture de la « table ronde » prévue le 17 octobre 1988 entre le parti au pouvoir, Solidarność et d'autres mouvements est reportée sine die, en raison de dissensions au sein des instances dirigeantes sur la posture à adopter vis-à-vis du syndicat. Le 30 novembre, des millions de polonais regardent à la télévision le débat sans précédent entre le dirigeant des syndicats officiels et Lech Wałęsa dont la position d'interlocuteur incontournable en sort considérablement renforcée.

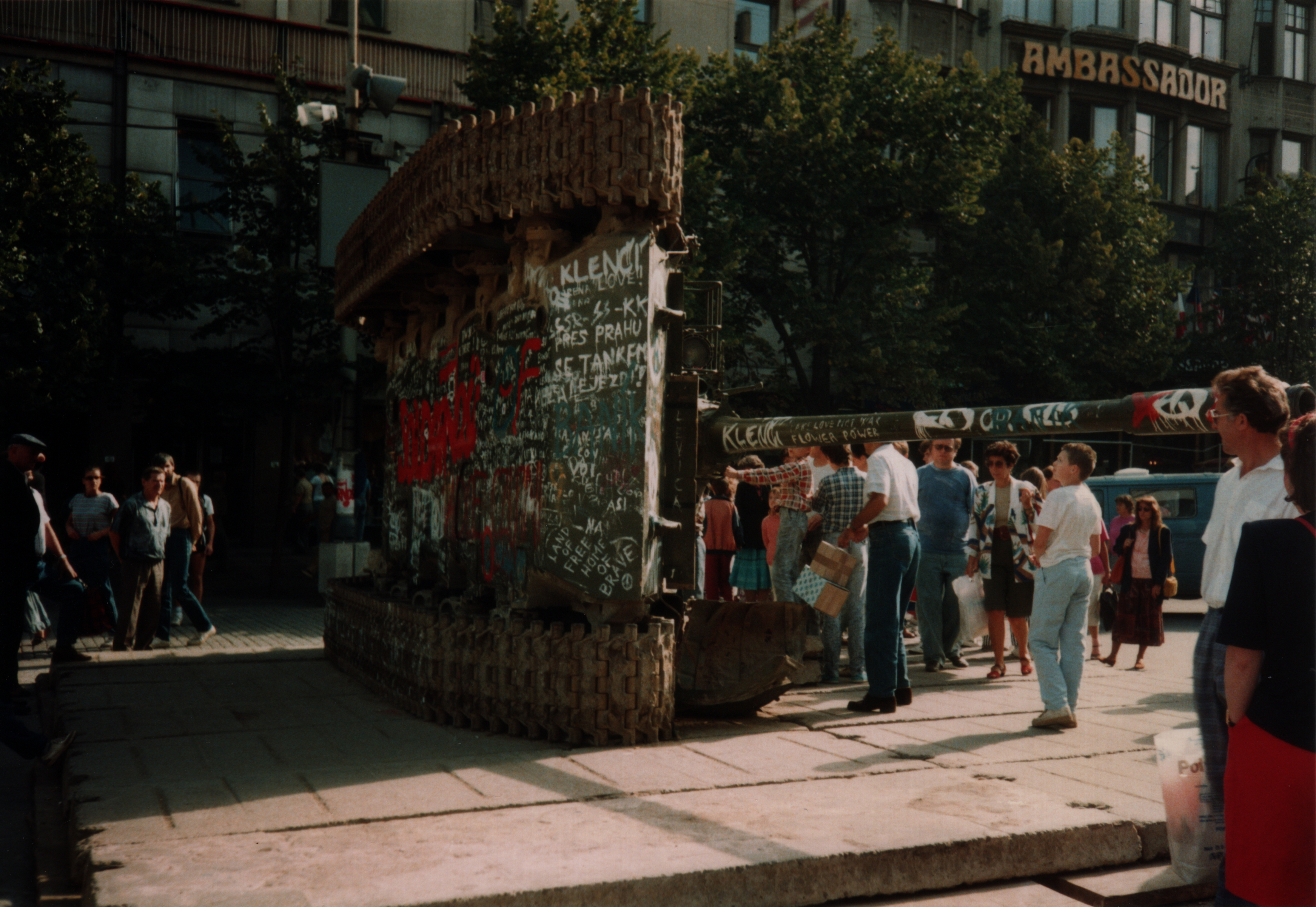
Logo de Solidarność peint sur un char T-55 renversé, photo prise à Prague en 1990.

Les évènements vont dès lors se précipiter. Opérant le 18 janvier 1989 un tournant majeur par rapport à ses positions traditionnelles, le POUP autorise Solidarność à reprendre ses activités pour une période probatoire de deux ans, à l'issue de laquelle sa légalisation définitive pourra être décidée, et se déclare prêt à reconnaître de nouveaux syndicats à la condition qu'ils soutiennent sa politique économique. Le 27 janvier, le gouvernement polonais, Solidarność et l'Église catholique de Pologne s'accordent sur l'ouverture d'un « table ronde » pour négocier des réformes politiques et économiques. Ouverte le 6 février, cette table ronde s'achève le 5 avril 1989 par un accord de compromis portant sur la liberté syndicale, des réformes politiques incluant notamment l'organisation d'élections partiellement libres, et la politique sociale et économique. Solidarność remporte le premier tour des élections législatives semi-libres : ses candidats gagnent 92 des 100 sièges au Sénat, et 160 des 161 sièges libres sur les 460 que le Sejm compte au total, au second tour, le 18 juin, il remporte le dernier siège libre au Sejm et 7 des 8 sièges non pourvus au Sénat. L'ampleur de la victoire de Solidarność rend caduc l'espoir des communistes de conserver le pouvoir. Les deux parties font preuve d'un profond sens des réalités et des intérêts du pays. Lech Wałęsa tient compte des réactions que l'élection d'un Président non-communiste auraient provoquées à Moscou, et soutient l'élection de Jaruzelski à cette nouvelle fonction le 19 juillet. Le 15 août 1989, Lech Wałęsa réitère sa proposition de former un gouvernement de coalition, assortie toutefois de concessions destinées à rassurer l'Union soviétique en proposant que le POUP garde les ministères de l'Intérieur et de la Défense et en affirmant que la Pologne restera au sein du Pacte de Varsovie. Le général Wojciech Jaruzelski accepte finalement la proposition de Lech Wałęsa de former un gouvernement de coalition dirigé par Tadeusz Mazowiecki, le Sejm approuve sa nomination le 24 août par 378 votes pour, 4 contre et 41 abstentions. Tadeusz Mazowiecki, un des leaders de Solidarność, intellectuel catholique, journaliste, devient le premier Premier ministre non-communiste en Pologne depuis 43 ans et en Europe de l'Est depuis 40 ans. Wojciech Jaruzelski démissionne. Lech Wałęsa, élu président, lui succède le 21 décembre 1990.

## République populaire de Hongrie
La chute du régime communiste en Hongrie résulte d'une dynamique très différente de celle de la Pologne. Bien qu'il doive son pouvoir aux Soviétiques faisant suite à l'écrasement de la révolution de 1956, János Kádár a réussi à imposer une sorte de compromis historique : privée de liberté, la population bénéficie d'un modèle économique relativement libéral et la politique agricole est un succès. Une classe moyenne émerge, la société se modernise et s'embourgeoise. Grâce à l'image d'un communisme à visage presque humain, Kádár prend aussi avantage du dégel Est-Ouest. Néanmoins l'économie marque le pas à partir de 1985.

### Conquête du PSOH par les réformateurs et émergence d'une opposition politique

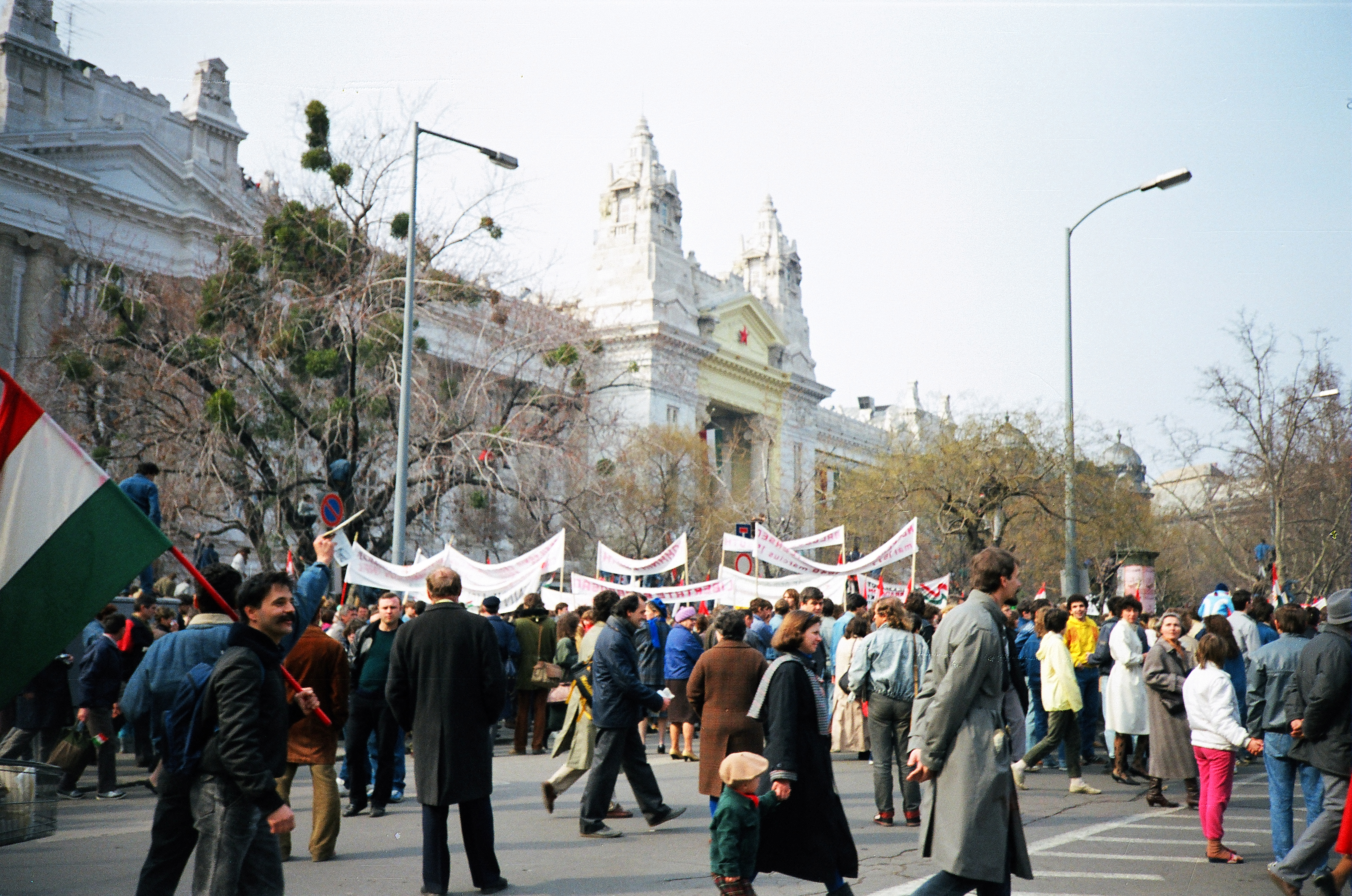
Manifestation devant le siège de la TV d'État à Budapest, le 15 mars 1989.

La contestation politique en Hongrie est essentiellement le fait de l'intelligentsia, sans jamais atteindre les dimensions de masse du mouvement d'opposition polonais, et pour l'essentiel sans inclure la classe ouvrière. Cette contestation se développe au départ au sein de groupes d'intellectuels d'opposition, puis elle gagne le Parti socialiste ouvrier hongrois (PSOH). Vieillissant et devenu impopulaire, Kádár cède sa place le 22 mai 1988 à Károly Grósz, réformateur prudent, qui fait entrer au Politburo deux hommes partisans de réformes beaucoup plus radicales, Rezső Nyers et Imre Pozsgay. Mais le 16 juin 1988, Grósz fait sévèrement réprimer les manifestations en commémoration du trentième anniversaire de l'exécution d'Imre Nagy. À l'automne 1988, le pays compte plusieurs dizaines de mouvements et partis, tandis que les médias ne respectent plus les consignes du Parti. Tenant d'une ligne de réformes radicales, Miklós Németh devient le 24 novembre président du Conseil des ministres de Hongrie en remplacement de Károly Grósz qui demeure secrétaire général du Parti socialiste ouvrier hongrois et s'affirme encore le 28 novembre partisan du maintien du système politique à parti unique. Les désaccords sont profonds entre conservateurs et réformateurs au sein du PSOH. Dans un entretien publié le 13 décembre dans Newsweek, Miklós Németh estime que les réformes politiques hongroises déboucheront à terme sur une démocratie parlementaire de type occidental, il mentionne que la stabilisation de l'économie pourrait prendre jusqu'à quatre ans. L'inflation atteint 16 % en 1988 et le gouvernement annonce début janvier de fortes hausses du prix des produits alimentaires, dont le syndicat officiel demande qu'elles soient compensées par des hausses de salaires.
Le processus de réforme politique s'accélère début 1989. Le 11 février, le Comité central du Parti socialiste ouvrier hongrois (PSOH) accepte le principe d'une transition vers le multipartisme, assortie de conditions et sur un calendrier de plusieurs années. Réuni à nouveau les 20 et 21 février, le CC adopte le projet d'une nouvelle constitution qui prévoit l'abandon du rôle dirigeant du parti et fait dépendre l'avenir politique du pays du résultat d'élections libres. Le 23 mars, l'Assemblée nationale adopte un projet de loi qui autorise la grève.
Si les conservateurs sont progressivement exclus des organes dirigeants du PSOH, ils contrôlent encore le ministère de l'Intérieur, la milice et une partie du corps des officiers de l'armée. Aussi, comme en Pologne, les acteurs du changement se retrouvent-ils face au dilemme « compromis ou confrontation ».

### Fin de la version officielle de la révolte de 1956
Comme en 1956, les opposants sont encouragés par les évènements en Pologne. Fin 1988 et début 1989, l'opposition met en question la légitimité du pouvoir autour du sujet extrêmement symbolique de la réhabilitation d'Imre Nagy. Début décembre, des organisations étudiantes organisent les premières conférences sur la révolution de 1956. Le 28 janvier, Imre Pozsgay déclare que « l'insurrection de 1956 était une insurrection populaire et non une contre-révolution », anticipant les conclusions du rapport commandité par le PSOH qui rejette fermement l'interprétation du soulèvement de 1956 comme étant une contre-révolution, et qui indique que le « soulèvement populaire contre le pouvoir d'État existant » était la conséquence directe de l'ordre donné par le gouvernement aux forces armées d'ouvrir le feu sur des manifestants à Budapest le soir du 23 octobre,. Le grandiose hommage posthume à Imre Nagy, le 16 juin, marque symboliquement la fin du pouvoir communiste : le PSOH espère en faire un moment de réconciliation nationale, mais le président de la FIDESZ, Viktor Orbán, prononce un discours qui est un véritable réquisitoire contre le communisme, réclame des excuses du gouvernement soviétique et le châtiment de ses complices hongrois, dont János Kádár.

#### «Table ronde» et changement de système

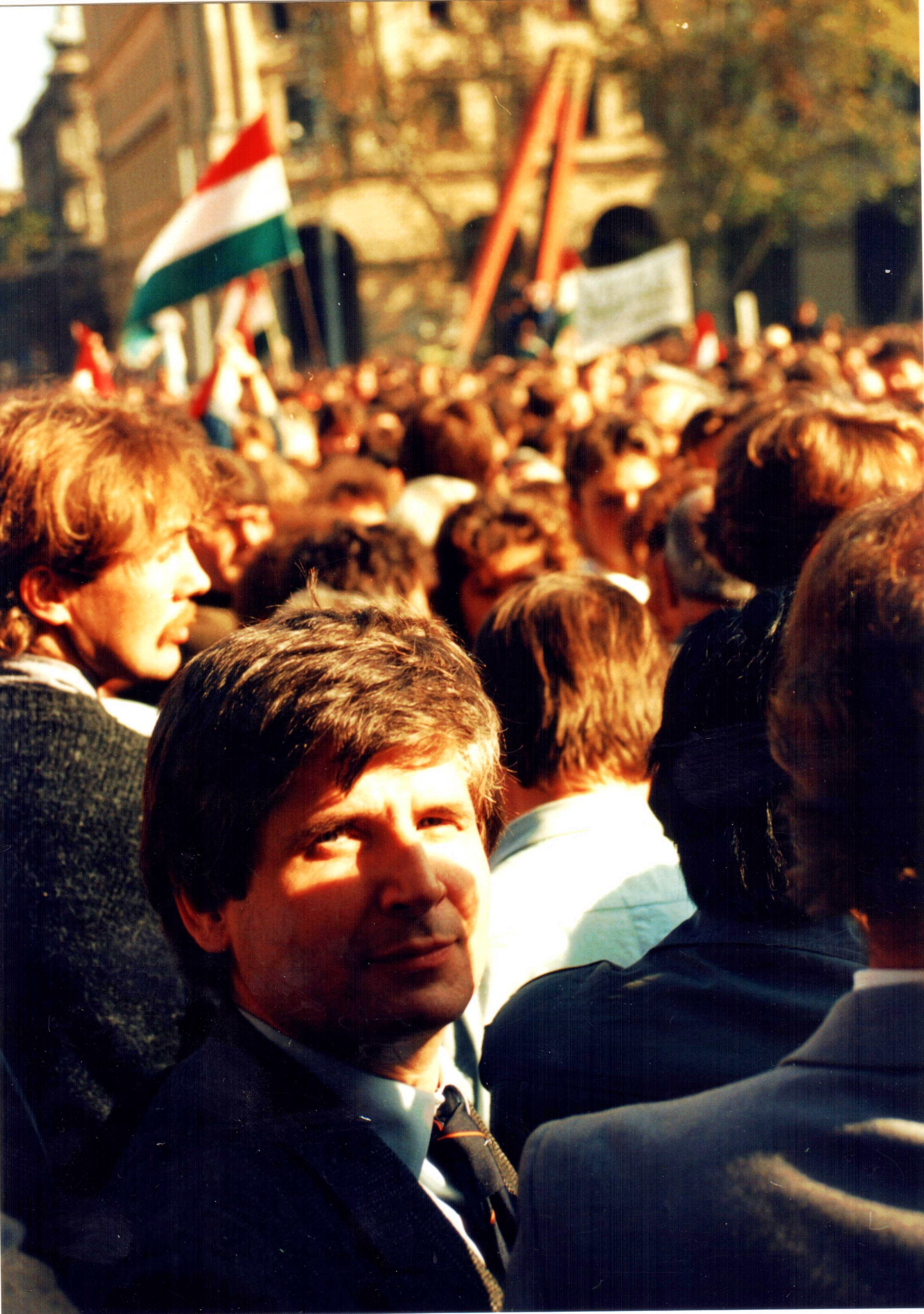
Place Lajos Kossuth, près du Parlement, le 23 octobre 1989, jour de proclamation de la nouvelle République pluraliste.

S'inspirant du modèle polonais, le PSOH et les partis naissants d'opposition s'accordent pour la tenue d'une « table ronde », associant aussi des représentants de la société civile, qui se déroule du 13 juin au 18 septembre. Les principaux partis d'opposition sont le Forum démocrate hongrois (MDF) et l'Alliance des démocrates libres (SZDSZ). Les discussions débouchent sur un accord qui prévoit la tenue d'élections libres, l'instauration d'un parlement monocaméral et d'une présidence forte dotée du pouvoir de choisir son Premier ministre, ainsi que la légalisation et l'octroi de droits aux partis politiques,.
Le 7 octobre, le PSOH s'auto-dissout et son aile modérée fonde le Parti socialiste hongrois (MSZP) avec un programme de socialisme démocratique. Le 23 octobre, jour anniversaire du soulèvement de 1956, après l'adoption de l'Acte N° XXXI révisant la constitution de 1949, par le parlement encore composé exclusivement de députés élus sous l'ère communiste, le président hongrois Matyas Szürös déclare la fin de la république populaire de Hongrie et proclame la troisième république de Hongrie. Miklós Németh demeure à titre provisoire Premier ministre, poste qu'il occupera jusqu'au 23 mai 1990,,. Les premières élections législatives libres se déroulent les 25 mars et 8 avril 1990. Elles sont remportées par une coalition des partis d'opposition libérale de centre-droit emmenée par le Forum démocrate hongrois.

### Ouverture du «Rideau de fer» à la frontière avec l'Autriche
Tout au long de cette période de bouleversement politique, le gouvernement hongrois recherche l'appui des pays de l'Ouest. Il multiplie les contacts diplomatiques, utilise les réformes qu'il mène pour obtenir des aides de la RFA en particulier. Il espère que le rehaussement de son prestige international sera un atout sur le plan intérieur. Dans ce cadre de cette stratégie de relations extérieures, la Hongrie se rapproche de l'Autriche. La première brèche dans le rideau de fer n'est pas le fait de la chute du mur de Berlin mais de l'ouverture de la frontière entre la Hongrie et l'Autriche résultant d'un accord passé entre les deux gouvernements le 13 février 1989. Le 2 mai, la Hongrie commence à démanteler les clôtures installées le long de sa frontière avec l'Autriche. Selon des informations provenant d'Allemagne de l'Ouest le 18 juillet, au moins 60 ressortissants est-allemands ont réussi à gagner l'Autriche depuis le début des travaux de démolition des installations empêchant le franchissement de la frontière entre la Hongrie et l'Autriche. Un mois plus tard, selon Reuters, ce sont plus de 1 100 ressortissants de RDA qui ont fui en Autriche via la Hongrie depuis le début du mois d'août.
Le 25 août, lors d'une rencontre secrète, les dirigeants de la RFA et de la Hongrie s'accordent pour que les citoyens est-allemands puissent librement franchir la frontière austro-hongroise en échange de l'octroi de crédits importants par la RFA. Les Hongrois décident ainsi de ne plus respecter un accord de 1968 entre les pays du pacte de Varsovie qui exclut qu’un citoyen du bloc de l’Est d’où qu’il vienne puisse passer à l’Ouest. Le 10 septembre 1989, la Hongrie ouvre officiellement sa frontière avec l'Autriche, permettant ainsi aux Allemands de l'Est de fuir à l'Ouest, affaiblissant ainsi le régime communiste de la RDA.
La décision hongroise a été prise en toute indépendance, sans consulter les Soviétiques et malgré les protestations vigoureuses de Berlin-Est. Cette décision est un facteur déterminant de la bascule du pouvoir en Tchécoslovaquie et en RDA, où les dirigeants communistes affichent encore au milieu de l'été 1989 une grande confiance dans leur avenir.

## République socialiste tchécoslovaque
Vingt ans après l'écrasement du Printemps de Prague, les conservateurs contrôlent toujours solidement le Parti communiste tchécoslovaque. Le Premier ministre Lubomír Štrougal, partisan de réformes, est remplacé en octobre 1988 par Ladislav Adamec qui amorce quelques transformations économiques mais continue de réprimer toutes les contestations. Anesthésiée par des années de « normalisation », la population demeure passive, et la dissidence active n'est le fait que d'un petit nombre de mouvements d'intellectuels parmi lesquels, malgré les arrestations et le harcèlement continu de ses leaders, la Charte 77 réussit à poursuivre ses activités, grâce au soutien de l'opinion publique occidentale, mais aussi de l'encouragement des milieux d'opposition polonais et hongrois,.

### Montée de la dissidence des intellectuels

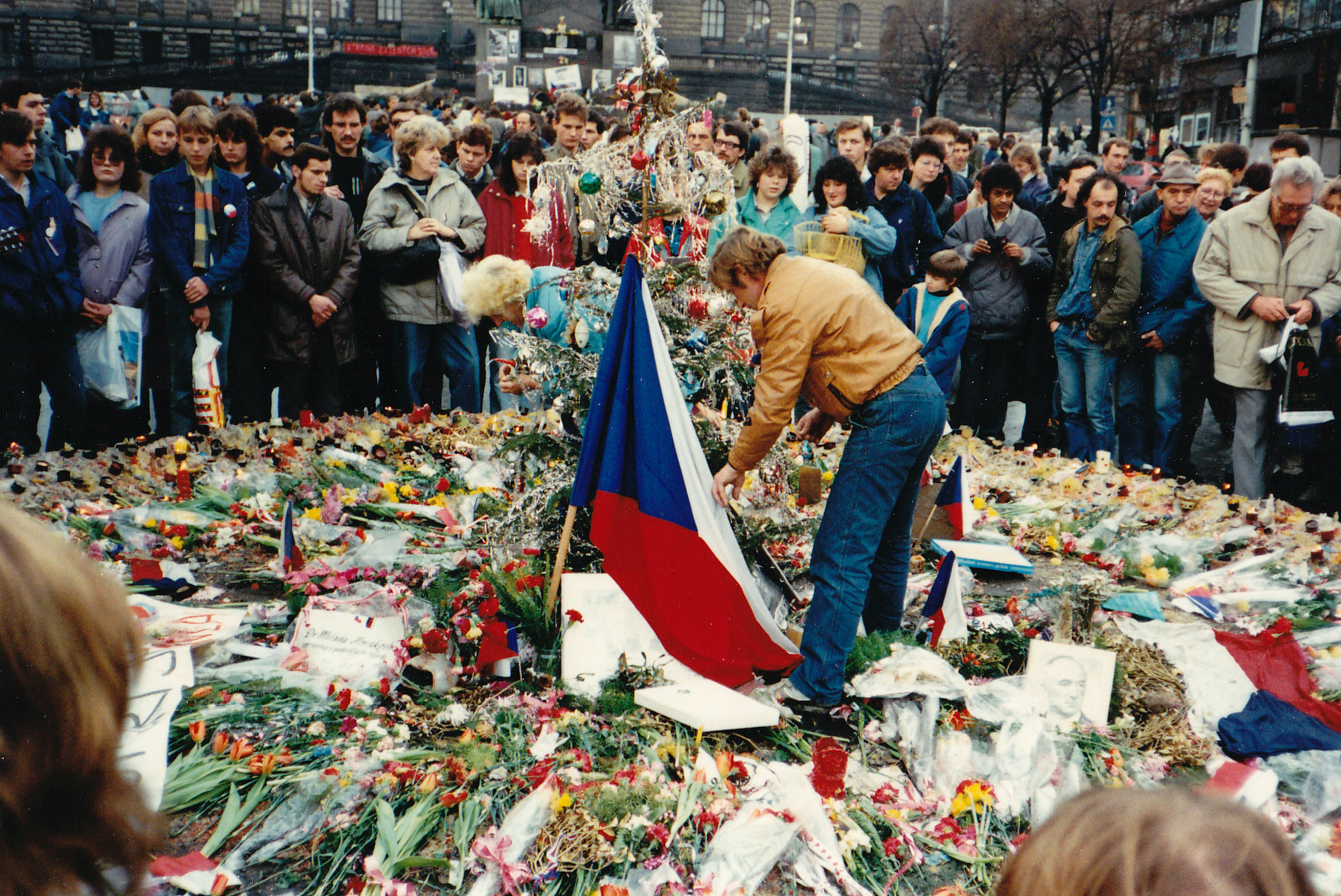
Václav Havel et des manifestants devant le monument à la lutte pour la liberté et la démocratie, place Venceslas.

En plus grand nombre, des voix dissidentes s'élèvent en 1988 pour réclamer la réhabilitation du Printemps de Prague dont elles soulignent les points communs avec la Perestroïka. Témoignage de l'exploitation des accords d'Helsinki par la dissidence en vue de promouvoir le respect des libertés et des droits de l'homme, le Comité Helsinki tchécoslovaque (en) est créé le 5 novembre 1988. Lors de sa visite officielle en Tchécoslovaquie, F. Mitterrand convie le 9 décembre 1988 plusieurs dissidents tchécoslovaques, dont Václav Havel, à un petit déjeuner souvent considéré comme la première reconnaissance officielle de la dissidence tchécoslovaque par un pays d’Europe occidentale,.
Le début de l'année 1989 marque un tournant dans l'intensité de la contestation. Le 15 janvier quelques milliers de manifestants se rassemblent place Venceslas à Prague pour marquer l'anniversaire de la mort de l'étudiant Jan Palach qui s'est immolé par le feu vingt ans auparavant pour protester contre l'invasion soviétique. L'intervention brutale des forces de l'ordre qui procèdent à plus de 90 arrestations provoque de nouvelles manifestations pendant plusieurs jours dans le centre de la ville. Huit cents personnes sont arrêtées, dont Václav Havel et d'autres dissidents de premier plan, condamnés jusqu'à un an d'emprisonnement. L'Église catholique condamne l'attitude des autorités durant ces évènements de janvier. Malgré quelques signes d'assouplissement politique et d'ouverture économique, le pouvoir doit faire face à une effervescence croissante des milieux intellectuels. Le 2 février, plus de 1 000 artistes signent un appel réclamant la libération de tous les prisonniers politiques. Le 12 février, 670 universitaires adressent à Adamec une lettre condamnant la répression des manifestations de janvier. En réponse, le pouvoir qualifie d'actes terroristes les initiatives qui florissent en faveur des droits de l'homme et en soutien à Václav Havel. En avril, depuis Moscou, le Premier secrétaire du PCT, Milouš Jakeš, réaffirme qu'aucune réhabilitation d'A. Dubček, ni aucune révision de la politique du Parti au sujet des évènements de 1968 ne sont envisagées, dont il rejette toute similitude avec la Perestroïka,.
Václav Havel est libéré le 17 mai après avoir purgé la moitié de sa peine de prison, dans les semaines qui suivent il s'exprime dans de nombreux médias sur son analyse de la situation politique dans le pays. La première session de la Conférence sur la dimension humaine de la CSCE à Paris du 30 mai au 23 juin 1989 met en lumière les contradictions des dirigeants tchécoslovaques qui affirment que la démocratisation est en cours dans tous les domaines mais qui dans le même temps interdisent aux dissidents de s'y rendre. Comme en RDA et à Cuba, la presse officielle publie des articles positifs sur la répression des manifestations de la place Tian'anmen en Chine.
Le 29 juin, 1 800 intellectuels et artistes signent une pétition connue sous le nom de « Juste quelques mots » dans laquelle ils réclament la libération des prisonniers politiques, la liberté de réunion, la légalisation des groupes indépendants du PCT, des informations complètes, honnêtes et précises dans les médias, le respect de la liberté de religion, la protection de la nature et l’ouverture de discussions libres sur les principaux problèmes de la Tchécoslovaquie depuis la fin de la guerre mondiale. Le quotidien du Parti, Rudé právo, accuse les signataires de la pétition d'activités subversives visant à la restauration du capitalisme. Une violente campagne médiatique se développe, en même temps que le nombre de signataires de cette pétition atteint 20 000 fin août. Plusieurs dizaines de milliers de personnes manifestent le 21 août en commémoration de l'invasion des forces du pacte de Varsovie en 1968. Le 16 septembre, Radio Free Europe diffuse l'enregistrement pirate de propos tenus par Milouš Jakeš dont l'incohérence et la platitude deviennent rapidement un sujet de plaisanterie dans le pays.
Le pouvoir doit aussi faire face à des difficultés liées à ses voisins. Fin septembre, plusieurs milliers d'Allemands de l'Est trouvent refuge à l'ambassade de l'Allemagne de l'Ouest à Prague. Un accord intervient le 30 entre les trois pays concernés, qui permet à ces réfugiés de gagner la RFA à bord de trains. Le flux des réfugiés augmente durant les semaines suivantes, développant dans la population tchécoslovaque le sentiment que les régimes communistes d'Europe de l'Est ne maîtrisent plus la situation. Au 8 novembre, veille de la chute du Mur, plusieurs dizaines de milliers de réfugiés est-allemands ont pu émigrer en RFA via la Tchécoslovaquie. Alarmés, les dirigeants tchécoslovaques demandent aux dirigeants est-allemands d'ouvrir leur frontière avec la RFA,.
En octobre, le pouvoir continue de refuser en bloc toutes les demandes des mouvements d'opposition. Figé dans son conservatisme, le PCT rejette les transformations en cours en Pologne et en Hongrie, considérant qu'il s'agit seulement de « vendre aux enchères le capitalisme », et met en avant la « prospérité de la Tchécoslovaquie et de la RDA, sans inflation, sans famine, sans insécurité et sans conflits sociaux », en concluant qu'il n'est « aucunement besoin d'un quelconque retour à l'économie mixte ou au pluralisme bourgeois ».
Le 23 octobre, dans un communiqué commun, plusieurs mouvements indépendants dont la Charte 77 appellent à manifester le 28 pour le 71e anniversaire de l'indépendance de la Tchécoslovaquie. Le jour dit, entre 10 000 et 20 000 manifestants se rassemblent place Venceslas pour réclamer des élections libres. La police les dispersent et procède à 355 arrestations. À partir du 11 novembre, des manifestations spontanées ont lieu en Bohème pour protester contre la situation écologique catastrophique. De nouveaux mouvements d'opposition naissent chaque semaine et leurs leaders osent de plus en plus ouvertement critiquer le régime en place.

### Révolution de velours

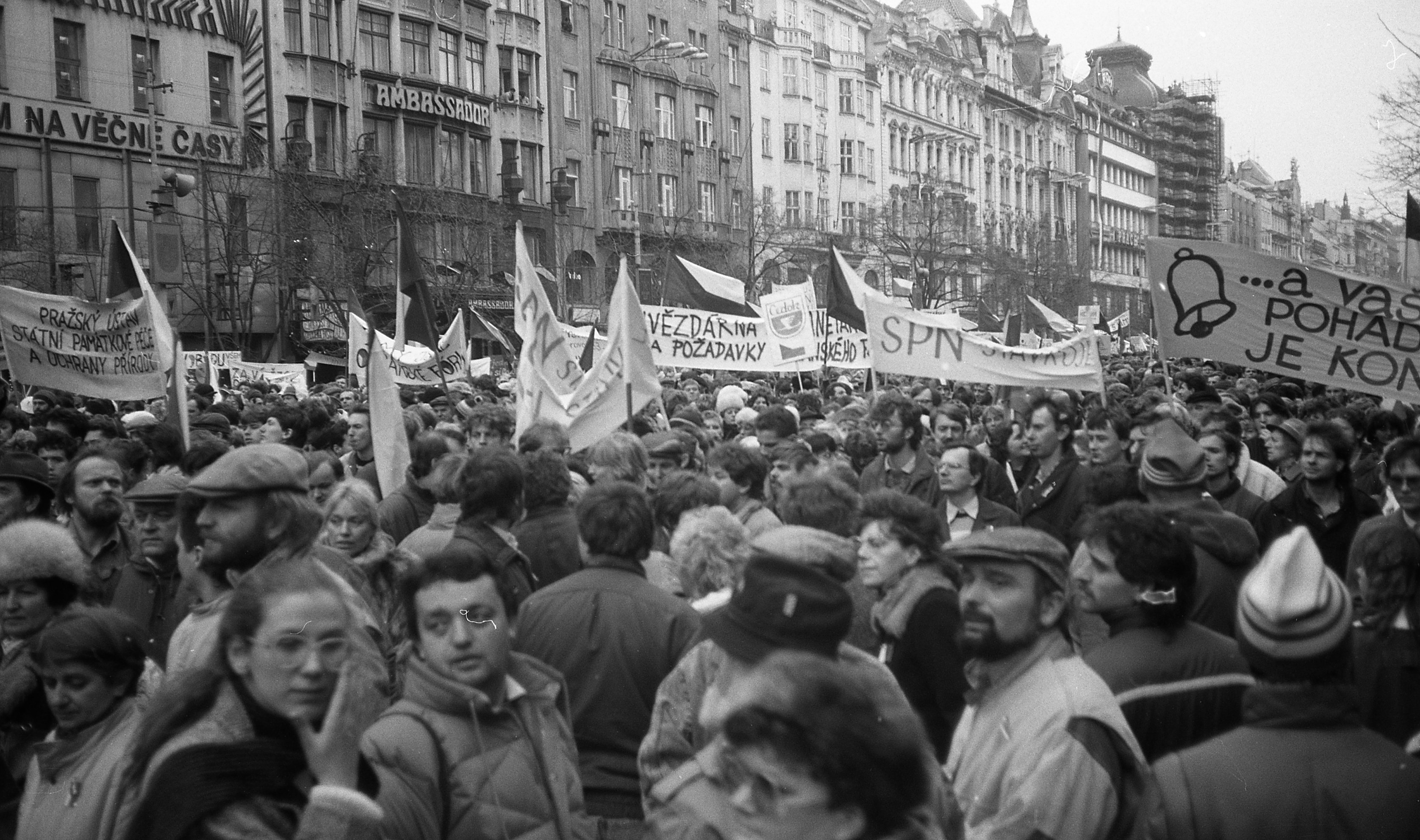
La foule dans la rue à Prague durant la révolution de Velours.

Selon l'analyse de F. Fejtö, « tout dialogue avec les représentants de l'opposition ayant été refusé jusqu'au dernier moment, il n'est donc pas étonnant que ce soit à la rue que revint la tâche de briser le cercle vicieux ».
L'explosion populaire se produit le 17 novembre. Près de 50 000 étudiants et lycéens se rassemblent en hommage à un jeune Pragois tué par les nazis en 1939. La foule scande « Liberté » et « Prague, soulève-toi ! ». La manifestation, la plus importante depuis vingt ans, est durement réprimée, mais le mouvement de révolte ne s'arrêtera plus. La rumeur, démentie par la suite, de la mort d'un manifestant déclenche une grève générale des étudiants, rejoints par les lycéens et de nombreux artistes. Le 19 novembre, 300 leaders de mouvements d'opposition se réunissent pour constituer le Forum civique et placent Václav Havel à sa tête. Les manifestations deviennent quotidiennes, drainant de plus en plus de participants. Le 20 novembre, entre 100 et 200 000 personnes manifestent à Prague contre le régime, tandis que d'autres rassemblements d'importance ont lieu à Brno, Ostrava et Bratislava, et que la grève des étudiants et des artistes se poursuit. Le 21 novembre, le Premier ministre cède à la pression de la rue et accepte de rencontrer des représentants de l'opposition ; plus de 200 000 manifestants acclament Václav Havel, autorisé pour la première fois à s'exprimer au peuple, lorsqu'il apparaît au balcon du journal Svobodné Slovo pour rendre compte des résultats des discussions. Le cardinal Tomasek encourage les catholiques à poursuivre leurs protestations non-violentes contre le régime. Le 22 novembre, 250 000 personnes se rassemblent place Venceslas. Un porte-parole lit une déclaration d'Alexander Dubček qui réclame la démission du gouvernement, le nom de l'ancien dirigeant du Printemps de Prague est scandé par la foule.
Le 24, au cours d'une réunion à huis clos du Comité central du PCT, le Politburo démissionne en bloc. Au même moment, Alexander Dubček, au côté de Václav Havel, est acclamé par trois cent mille personnes. Le 26, les négociations reprennent entre le Forum civique et le Premier ministre, Ladislav Adamec. Le 27, la grève générale de deux heures sur les lieux de travail est massivement suivie à travers tout le pays. Le 28, Adamec annonce qu'il accepte les demandes de l'opposition relatives au pluralisme politique et à la formation d'un nouveau gouvernement.
Le Parti communiste tchécoslovaque et ses alliés du « Front national », avec lesquels il se partage toujours la totalité des sièges au parlement, sont en plein désarroi. Le 29 novembre, la Chambre du peuple de l'Assemblée fédérale vote à l'unanimité une réforme fondamentale de la Constitution : le rôle dirigeant du Parti communiste tchécoslovaque (KSČ) dans l'État et la société est supprimé (Art.4), le Front national ne constitue plus désormais le cadre obligatoire dans lequel les partis politiques et organisations syndicales doivent exercer leurs activités, mais devient un mouvement « ouvert » auquel peuvent, et non plus doivent, adhérer les groupements politiques, ouvrant la porte au multipartisme (Art.6), l'enseignement et la politique culturelle ne sont plus conduits dans l'esprit du « marxisme-léninisme », mais dans l'esprit de « l'humanisme et du patriotisme » (Art.16),.
La révolution de Velours provoque l'effondrement du régime en seulement treize jours sans violence notable. Le 10 décembre, le premier gouvernement non-communiste est formé. Alexander Dubček est élu à la tête du parlement le 28 décembre ; le lendemain, Václav Havel est élu président de la République.

## République démocratique allemande (Allemagne de l'Est)

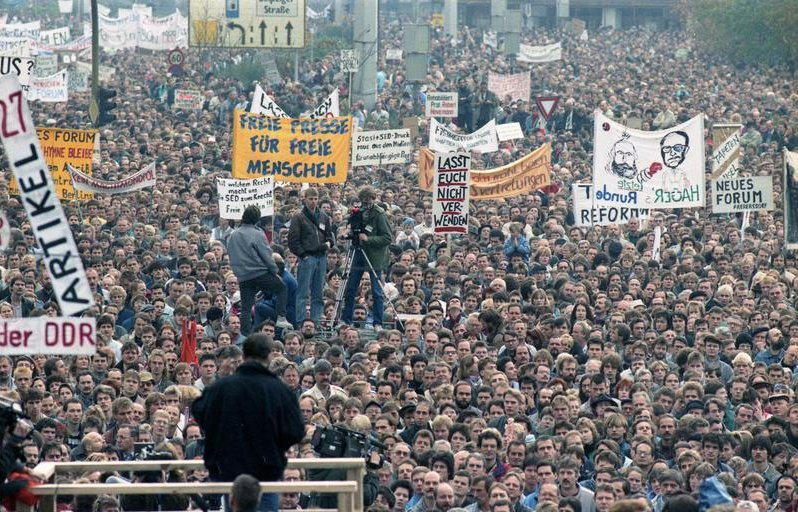
Manifestations le 4 novembre 1989 à Berlin-Est.

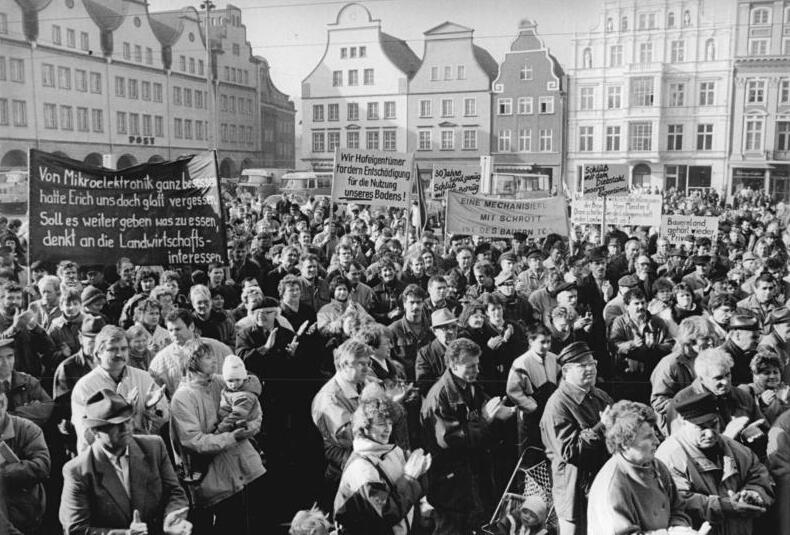
Manifestation à Rostock, en RDA, pendant la période du tournant.

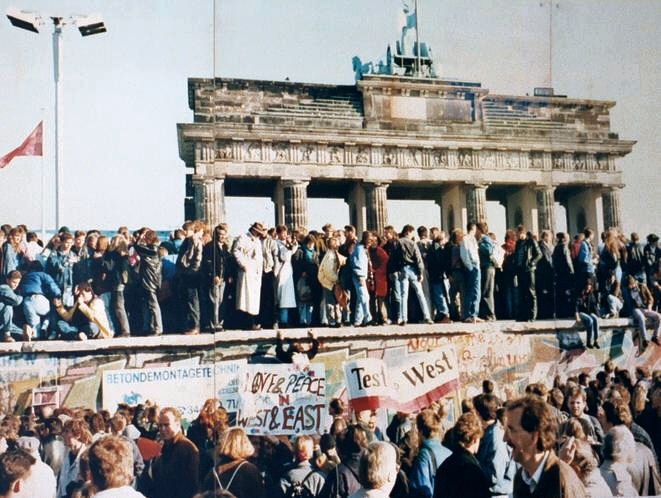
Chute du mur de Berlin.

Les images spectaculaires de la chute du mur de Berlin dans la nuit du 9 au 10 novembre 1989 incarnent la fin de l'Europe communiste. Cette chute du régime est-allemand en une nuit, sans violence, résulte de sa fragilisation et de sa perte progressive de contrôle des évènements en République démocratique allemande (RDA) dans les mois qui la précédent.
Les manifestations du lundi à Leipzig à partir du 4 septembre sont généralement considérés comme le point de départ de l'effondrement de la RDA, qui doit aussi faire face depuis le début de l'été à l'hémorragie de ses ressortissants via les « pays frères », la Hongrie et la Tchécoslovaquie principalement, et la Pologne dans une moindre mesure. Le 19 août 1989, lors du piquenique paneuropéen à la frontière austro-hongroise, des milliers d'Allemands de l'est passent à l'ouest en franchissant une simple barrière de bois. L'ouverture du rideau de fer déstabilise le régime est-allemand ; en fait, le gouvernement devient effrayé et démande que les réfugiés est-allemands soient répatriés. La Hongrie réfuse ; et le 3 octobre, le gouvernement est-allemand ferme la frontière avec la Tchécoslovaquie.
Le 7 octobre 1989, jour où le Parti socialiste ouvrier hongrois s'auto-dissout, les manifestations populaires prennent de l'ampleur en République démocratique allemande, alors que le régime fête son 40e anniversaire. Le gouvernement est dépassé : le 19 octobre, Erich Honecker est contraint à la démission par le bureau politique du Parti socialiste unifié d'Allemagne (SED). Egon Krenz lui succède.
Le 9 novembre 1989 au soir, l'ouverture des frontières de la RDA est annoncée (la frontière tchécoslovaque avait été rouverte plus tôt, le 1er novembre). Plusieurs milliers de personnes se dirigent vers le mur de Berlin. Les policiers est-allemands chargés de garder la frontière n'ont pas été avertis et contactent Moscou qui leur demande de ne pas réagir. La foule en liesse monte sur le Mur et commence à le détruire. Le symbole de la séparation de l'Europe et de la guerre froide est détruit. La chute du Mur est un symbole d'autant plus fort qu'il permet la réunification d'un peuple séparé.
Le 1er décembre 1989, la Chambre du peuple retire de la constitution de la RDA les dispositions qui donnent la direction exclusive du pays au « Parti marxiste-léniniste », i.e. le SED, et au Front national de la RDA qui regroupe l'ensemble des partis et organisations politiques autorisés,. Le 3 décembre, Egon Krenz démissionne avec la totalité de la direction du SED. Le 16 décembre, le parti, réuni en congrès, s'auto-dissout et devient le Parti du socialisme démocratique.
Le 18 mars 1990, l'Alliance pour l'Allemagne conservatrice qui rassemble la CDU est-allemande et deux autres partis, remporte les premières élections législatives libres de la RDA avec 48 % des suffrages, contre 22 % pour les sociaux-démocrates du SPD et 16 % pour le Parti du socialisme démocratique issu du SED. La réunification allemande est une réalité le 3 octobre 1990. Sur le plan international, le traité 2+4 met fin aux dernières limites à la pleine souveraineté de l'Allemagne résultant de son occupation à la fin de la Seconde Guerre mondiale, et un accord intervient entre Kohl et Gorbatchev pour le retrait complet des forces soviétiques sur le territoire de l'ex-RDA d'ici fin 1994.

## République populaire de Bulgarie

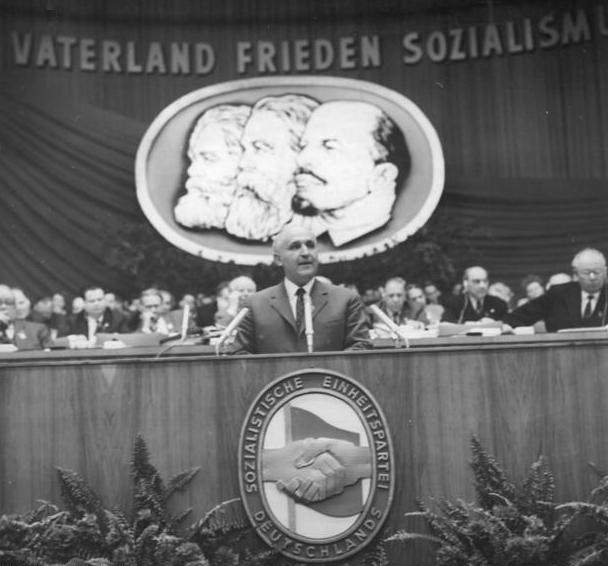
Todor Jivkov participe en 1963 à un Congrès du Parti communiste est-allemand (SED)

La Bulgarie est durant des décennies le bon élève du bloc de l'Est, épousant toujours le point de vue de Moscou, appliquant au pied de la lettre ou du moins faisant semblant d'appliquer les réformes inspirées par le « grand frère » soviétique, dont — dernières en date — la perestroïka et la glasnost impulsées par Gorbatchev. Lorsqu'il reçoit François Mitterrand en janvier 1989, Jivkov se dit certain qu'en « Bulgarie, il n'y aura pas d'autres partis au pouvoir que nous ». Mais les déclarations répétées du pouvoir sur le pluralisme socialiste, quelques réformes mineures et les tentatives pour récupérer au sein du PC les initiatives indépendantes en faveur de l'écologie ou des droits de l'homme ne suffisent pas à museler une opposition qui prend forme depuis fin 1987. Les manifestations qui ont lieu du 20 au 23 mai 1989 contre la politique, instaurée depuis 1984 par le gouvernement bulgare, d'assimilation forcée de la population d'origine turque de religion musulmane sont durement réprimées. Le 25 mai, la Turquie demande à ses alliés de l'OTAN d'imposer des sanctions économiques et culturelles à la Bulgarie. Plus de 80 000 personnes d'ethnie turque quittent la Bulgarie pour la Turquie durant le mois de juin, après les répressions policières des manifestations protestant contre leur assimilation forcée. Début juillet, le gouvernement bulgare décrète une « mobilisation civile générale » pour pallier l'exode massif vers la Turquie : tous les hommes âgés de 18 à 60 ans et les femmes âgées de 17 à 55 ans peuvent être enrôlés dans des « bataillons de travail » qui sont envoyés partout dans le pays, dans le but en particulier d'assurer les récoltes compromises par le départ de nombreux paysans d'ethnie turque. Le 23 octobre 1989, profitant d'une conférence de la CSCE sur l'environnement à Sofia, des groupes dissidents, comme Ecoglasnost fondé en avril dernier, manifestent dans plusieurs villes, mais sont finalement sévèrement réprimés par la police. Le 3 novembre, une nouvelle manifestation du mouvement Ecoglasnost rassemble 9 000 manifestants à Sofia,.
Fin octobre, les dissensions au sommet de l'État deviennent visibles, des médias rapportent que le ministre des Affaires étrangères, Petar Mladenov, en désaccord avec Todor Jivkov sur la politique de répression, a menacé de démissionner. Après avoir dirigé la république populaire de Bulgarie pendant plus de 35 ans, un record dans les pays communistes, Todor Jivkov est forcé à la démission le 10 novembre 1989, sous la pression des réformateurs, comme Andrei Lukanov, qui se sont assuré le soutien de Moscou. Jivkov est remplacé par Petar Mladenov au poste de Secrétaire général du PC bulgare, qui déclare vouloir engager des réformes politiques et économiques,.
Début décembre, l'Union des Forces Démocratiques en Bulgarie se forme, qui rassemble plusieurs mouvements indépendants anticommunistes, dont Ecoglasnost. Le 8 décembre, le Comité central renouvelle largement le Politburo en faisant sortir les conservateurs les plus radicaux. Le 13 décembre, mis sous pression par les manifestations organisées par l'Union des Forces Démocratiques, le Comité central du PC bulgare expulse Jivkov, Mladenov soutient l'organisation d'élections libres et la fin du rôle dirigeant du PC bulgare. Le 15 janvier 1990, l'Assemblée nationale bulgare supprime dans la constitution l'article relatif au rôle dirigeant du PC bulgare, ouvrant ainsi la voie au multipartisme, la « Table ronde » avec l'opposition commence ses travaux. Début février, le Congrès du PC bulgare s'achève par l'adoption d'une ligne réformiste, l'acceptation du multipartisme, mais sans renoncement à son caractère marxiste. Dans la foulée, Andrei Lukanov est élu Premier ministre, il constitue le 8 décembre un gouvernement entièrement composé de communistes après que l'Union nationale agraire a décidé de reprendre son indépendance vis-à-vis du PC. La stratégie du PC bulgare, calquée sur celle de Gorbatchev, est de conserver le contrôle de la pérestroïka en pratiquant un pluralisme politique limité et en promettant le passage à l'économie de marché. Cependant l'opposition, dont le soutien dans la société civile s'élargit et qui est encouragée par les évènements dans les autres pays d'Europe de l'Est, réclame une véritable démocratisation et des élections libres. Le 25 février 1990, la plus grande manifestation à ce jour[Quand ?] à Sofia rassemble 200 000 personnes, tandis que l'Union des Forces Démocratiques (UFD) accuse le PC bulgare de torpiller les travaux de la « Table ronde ». Le 3 mars, jour de la libération de l'Empire Ottoman en 1878, redevient jour de fête nationale à la place du 9 septembre qui commémorait la prise de pouvoir par les communistes en 1944. Fin mars, les discussions de la « Table ronde » aboutissent à un accord sur la tenue d'élections législatives et des modifications de la constitution. Le 3 avril 1990, le PC bulgare se rebaptise le Parti socialiste bulgare et abandonne toute référence au marxisme-léninisme. Les premières élections législatives libres en Bulgarie, les 10 et 17 juin 1990, sont remportées par le Parti socialiste bulgare, seul exemple dans les pays d'Europe de l'Est où le parti au pouvoir réussit à conserver la majorité, Andrey Lukanov conserve son poste de Premier ministre. La stratégie des leaders réformistes communistes semble réussir,,.

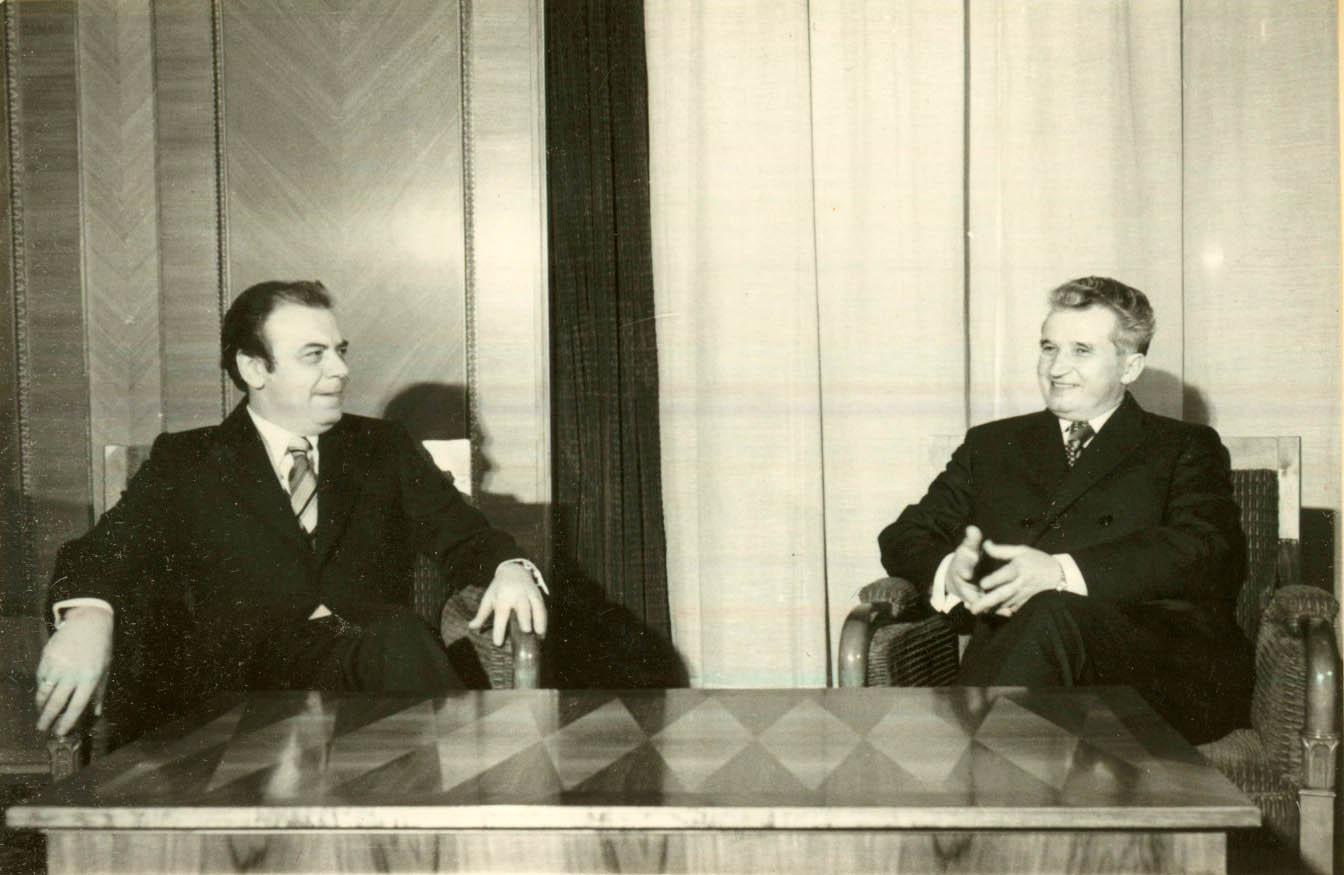
Petar Mladenov, alors ministre bulgare des Affaires étrangères, rencontre le président roumain Nicolae Ceaușescu (à droite) en 1978.

Mais la radicalisation politique et sociale s'amplifie, sur fond d'une grave crise économique comme la Bulgarie n'en a jamais connu qui conduit au rationnement des produits de première nécessité et des produits pétroliers. Le pouvoir est également affaibli par la démission de Petar Mladenov de la présidence, après la révélations de propos qu'il a tenus le 14 décembre 1989 suggérant que les chars soient envoyés pour réprimer les manifestations. Un compromis avec l'opposition aboutit à l'élection de Jeliou Jelev à la présidence le 1er août. Un quasi consensus est aussi trouvé à l'Assemblée nationale pour voter la transformation de la république populaire de Bulgarie en république de Bulgarie le 15 novembre. Mais, face à la grève générale, aux manifestations et au boycott de l'Assemblée nationale par l'opposition, le gouvernement bulgare dirigé par Andrei Lukanov formé par les ex-communistes, démissionne le 29 novembre 1990. Bien que majoritaire au Parlement, le gouvernement du Parti socialiste bulgare tombe en raison du refus général de son programme de réformes économiques libérales et de la contestation de sa légitimité à diriger le pays eu égard à son passé communiste. Un accord est trouvé pour organiser de nouvelles élections en 1991. Un gouvernement intérimaire de coalition est formé. Le 25 février 1991, le procès de Todor Jivkov pour détournement de fonds s'ouvre à Sofia. Jivkov est le premier ancien leader communiste en Europe de l'Est à être ainsi jugé dans un procès public. Le 13 juillet, une nouvelle Constitution est adoptée qui dote la république de Bulgarie d'un régime parlementaire multipartite, assure la séparation des pouvoirs et instaure l'élection du Président au suffrage universel. Les nouvelles élections législatives sont remportées par l'Union des Forces Démocratiques qui forme un gouvernement de coalition avec le Mouvement des Droits et des Libertés, dirigé par Filip Dimitrov. Le nouveau gouvernement entre en fonction le 8 novembre 1991,.

## République socialiste de Roumanie

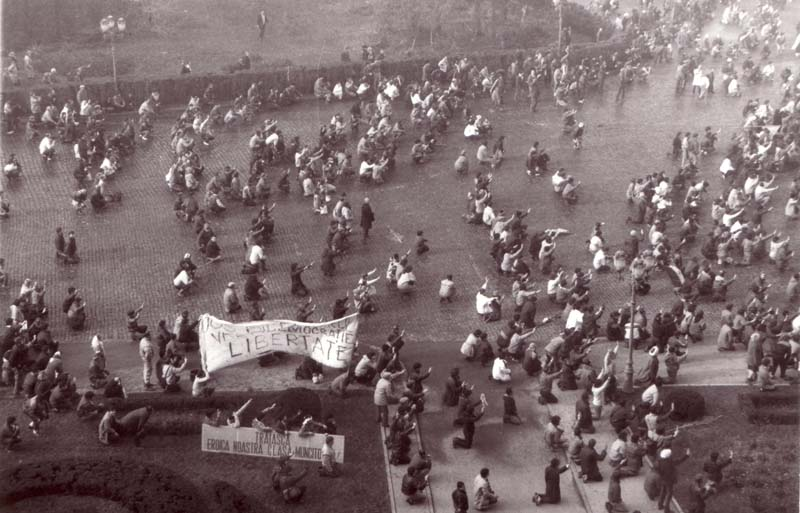
Manifestation à Bucarest en décembre 1989.

### Totalitarisme dynastique, nationaliste et dogmatique
En Roumanie, Nicolae Ceaușescu accède en 1965 à la tête du Parti communiste roumain. Il concentre progressivement tous les pouvoirs entre ses mains et celles des membres de sa famille, dont sa femme Elena, devenue numéro deux du régime. Influencé par ses homologues chinois et nord-coréens, Ceaușescu mène une politique intérieure d'« homogénéisation » qui vise à éliminer les minorités et à faire disparaître toute différence entre le pays rural et le pays urbain, soutenue par une propagande omniprésente et une puissante police politique, la Securitate, qui empêche l'émergence de mouvements organisés d'opposition. Désireux d'assurer l'autonomie de son pays, le Conducător décide en 1981 de rembourser au plus vite la dette de la Roumanie, d'environ 11 milliards de dollars américains, par une politique d'exportation systématique de la production agricole et industrielle au prix d'un sacrifice énorme imposé à toute la population qui souffre de disettes et de pénuries de toutes sortes. En 1984, Ceaușescu inaugure le canal long de 64 km reliant le Danube à la Mer Noire et lance la construction de la « maison du Peuple », projet mégalomane d'édification dans le centre de Bucarest d'un palais trois fois grand comme le château de Versailles, entraînant la destruction de quartiers d'une grande valeur historique. Toutefois ces grands chantiers masquent de moins en moins la réalité de la situation dramatique de la population roumaine aux yeux des Occidentaux qui n'ont longtemps voulu voir que la politique d'indépendance de Bucarest à l'égard de Moscou,,

### Prémices de fin du régime
En visite à Bucarest en 1986, Gorbatchev ne parvient pas à convaincre Nicolae Ceaușescu d'adopter la voie des réformes. De même, lors d'une nouvelle rencontre avec le numéro un soviétique à Moscou en octobre 1988, Ceaușescu continue de refuser d'adopter la perestroïka et la glasnost.
En octobre 1987, preuve des tensions croissantes résultant de la paupérisation de la population et de la politique d'assimilation ou d'exclusion des minorités ethniques, le gouvernement roumain décrète l'état d'urgence. En novembre, à Brașov, 15 000 ouvriers d'usines automobiles font grève pour protester contre une baisse de salaires et les pénuries alimentaires chroniques, la population se soulève pour piller la mairie, le siège local du PC et les entrepôts alimentaires ; l'armée doit intervenir pour rétablir l'ordre,.
Préférant prendre les devants, la Roumanie annonce le 26 février 1988 qu'elle renonce au statut de « nation la plus favorisée » que les États-Unis lui appliquaient. Poursuivant sa politique de « systématisation », Ceaușescu annonce que le plan prévoit la destruction de 7 000 villages d'ici l'an 2000. La Roumanie s'oppose au texte relatif aux droits de l'homme en cours d'adoption par les participants à la troisième réunion sur les suites de la CSCE,.
La Hongrie s'émeut de plus en plus du devenir de la minorité hongroise en Roumanie, au point que le conflit entre ces deux États devient public. La Hongrie porte l'affaire devant la CSCE le 19 avril 1988. En juin, avec l'accord du gouvernement, plus de 100 000 manifestants défilent devant l'ambassade roumaine à Budapest pour protester contre le génocide culturel des Hongrois de Transylvanie. En 1987, 6 400 Roumains d'ethnie hongroise ont demandé et obtenu l'asile politique en Hongrie, contre 3 284 en 1986. Le 30 juin 1988, le Parlement hongrois demande à la Roumanie de renoncer à sa politique de destruction de villages qui touche notamment la minorité hongroise en Transylvanie,. En Tchécoslovaquie, le groupe Charte 77 condamne le plan de regroupement des paysans dans des centres agro-industriels. Károly Grósz et Ceaușescu se rencontrent le 28 août 1988 pour essayer de mettre un terme au différend sur la minorité hongroise qui oppose les deux pays. En mars 1989, la Hongrie demande au Comité des droits de l'homme de l'ONU d'enquêter en Roumanie.
Le 1er mars 1989, dans une lettre ouverte publiée à l'Ouest, six anciens dirigeants du Parti, écartés par Ceaușescu, dénoncent ses excès de pouvoir et l'accusent de discréditer le socialisme, de ruiner le pays et de ne pas observer les accords d'Helsinki. Cette « lettre des six » est largement à l'origine des intrigues qui mèneront dix mois plus tard à la chute du Conducător,,.

### Chute et fin tragique du couple Ceaușescu
La chute et la fin tragique du couple Ceaușescu en seulement quelques jours, du 17 au 25 décembre 1989, sont le signe à la fois de l'éclatement spontané d'une colère accumulée par la population depuis des années et d'un véritable coup d'État organisé par un groupe d'apparatchiks du parti et de l'armée, voyant l'effondrement des autres régimes du bloc de l'Est, convaincus que le pays va sombrer et désireux de se sauver en prenant le pouvoir. Regroupés autour d'Ion Iliescu, de Petre Roman et de plusieurs généraux de l'armée et de la Securitate, des cadres du Parti communiste roumain forment le Front de salut national (FSN),.
Le 17 décembre 1989, des manifestations spontanées éclatent à Timisoara, ville proche de la frontière avec la Hongrie, faisant suite à la décision d'en chasser László Tőkés, pasteur d'origine hongroise. L'armée ouvre le feu, faisant quelques victimes. Les médias hongrois et yougoslaves, relayés par la Voix de l'Amérique et Radio Free Europe, font état d'un grand nombre de victimes et de la découverte d'un charnier. Il s'agit en fait d'une manœuvre de désinformation, orchestrée pour attiser le soulèvement de la population.
De retour d'Iran, Ceaușescu veut reprendre la main en organisant le 21 décembre 1989 un grand rassemblement populaire de soutien. Mais après seulement quelques minutes de discours, le dictateur est hué par des protestataires sans que les troupes de la Securitate qui encadrent la manifestation ne réagissent. Le désarroi du dictateur apparait en direct. Le lendemain, le bâtiment du Comité central est attaqué : Ceaușescu, lâché par la nomenklatura, prend la fuite. Des manifestants réussissent à prendre le bâtiment de la télévision à 13 h puis fraternisent avec les militaires. Depuis la télévision, Ion Iliescu et Petre Roman, se réclamant d'un Front de salut national (FSN), prennent le contrôle de l'État. Le 25 décembre, Ceaușescu et sa femme Elena sont capturés avant d'être jugés, condamnés et exécutés au terme d'une procédure expéditive. Le soir même, des images de leur corps sont diffusées à la télévision,.
Dans les jours qui suivent, des combats violents ont lieu à Bucarest, opposant des groupes de civils et des militaires tous persuadés de « lutter pour la révolution », car Iliescu avait déclaré à la télévision que des « terroristes partisans de Ceaușescu voulaient mettre le pays à feu et à sang », et avait appelé la population et la troupe « aux armes pour défendre la démocratie ». En quelques jours, le FSN prend le contrôle de toute la logistique de l'État. On n'a retrouvé ultérieurement aucune trace des prétendus « terroristes de Ceaușescu ». La révolution en Roumanie est la plus violente, avec 1 104 morts et 1 761 blessés.
Trente ans après, l'histoire de ces évènements continue de susciter beaucoup de questions et de déchirer le pays : les événements de 1989 furent-ils une vraie révolution ou s’agissait-il d’un coup d’État savamment mené par Ion Iliescu et les autres meneurs du FSN qui auraient provoqué le chaos pour apparaître comme les seules personnes à même de stabiliser le pays ? Après de nombreux rebondissements, le procès d'Ion Iliescu pour « crimes contre l’humanité » s’ouvre le 29 novembre 2019 à Bucarest devant la Haute Cour de cassation et de justice,.

### Lent apprentissage de la démocratie
En Roumanie, comme en Albanie et en Bulgarie, le passage de la dictature communiste vers la démocratie plurielle est géré par d'anciens communistes en l'absence d'une opposition préparée à prendre la relève et d'une population maîtrisant la culture politique républicaine et démocratique. Durant la dernière semaine de décembre 1989, le FSN qui se présente comme une organisation temporaire en vue de préparer la transition démocratique et des élections libres, forme un gouvernement dont Petre Roman est le Premier ministre. Le nouveau gouvernement annonce la fin de la république socialiste de Roumanie, le pays prenant le nom de Roumanie, État républicain, et promulgue un certain nombre de décrets, relatifs notamment à l'abolition du rôle dirigeant du Parti communiste, à l'annulation du programme de « systématisation rurale », à l'abolition de la peine de mort, aux libertés politiques et aux droits des minorités. Le nouveau gouvernement confirme que la Roumanie respectera les engagements pris dans le cadre du pacte de Varsovie et des Accords d'Helsinki de 1975.
En janvier, le FSN déclare son intention de se constituer en parti politique, annulant une décision antérieure. Il rassemble nombre d'anciens communistes. Début février, le FSN et tous les partis politiques fondés ces dernières semaines en Roumanie s'accordent sur la constitution d'un Conseil d'unité nationale (CNU) de 180 membres, agissant comme un Parlement provisoire d'ici les élections législatives prévues au mois de mai 1990. La deuxième réunion du CNU élit un bureau exécutif composé de 21 membres, confirmant Ion Iliescu dans sa position de Président.
Le pouvoir semble solide et bénéficie du soutien des pays occidentaux. Mais au fil des mois, les mécontentements s'expriment de plus en plus fortement et leur répression par des méthodes éprouvées des régimes communistes lui aliène les sympathies occidentales. En mars, les opposants, emmenés par George Serban, rédigent la déclaration de Timișoara, un document en treize points appelant notamment à interdire temporairement aux anciens dirigeants communistes et officiers de la Securitate de se présenter aux élections de mai 1990. La campagne électorale est marquée par des violences, les principaux dirigeants de l'opposition sont menacés à plusieurs reprises. Les deux candidats à la présidence, Campeanu et Ratiu, sont empêchés de prendre la parole lors de plusieurs meetings et Campeanu est violemment pris à partie dans la ville de Braila, dans l’est du pays. Mais ces difficultés ne font pas obstacle à ce que premières élections législatives libres du 20 mai 1990 soient remportées par le FSN à une large majorité, et à ce que, le même jour, Ion Iliescu soit élu Président avec 86 % des suffrages. Le 28 juin, Petre Roman présente au Parlement son nouveau gouvernement,.
Après les élections, les manifestations et les violences continuent. Du 13 au 15 juin 1990, de violents affrontements ont lieu à Bucarest entre manifestants anticommunistes et la police, avec la participation de contre-manifestants soutenus par le gouvernement. Des ouvriers de la vallée minière du Jiu sont amenés à Bucarest par camion, train et bus. Ils commencent à attaquer quiconque est soupçonné d'être un manifestant antigouvernemental, en utilisant des bâtons et des barres de fer. Le gouvernement prétend que les mineurs sont venus à Bucarest spontanément, mais admet qu'ils sont nourris et logés dans des salles de sport appartenant au gouvernement. Les gouvernements occidentaux condamnent ces brutalités et menacent de bloquer l'assistance économique à la Roumanie. En décembre, à Timișoara, à l’occasion du premier anniversaire du soulèvement dans la ville qui a conduit à la chute de Nicolae Ceaușescu, le pasteur László Tőkés appelle devant cinq à huit mille personnes à une « deuxième révolution, pas comme l’année dernière, mais pacifique et chrétienne ». Le 28 septembre 1991, à la suite de nouvelles manifestations des mineurs de la vallée de Jiu, cette fois contre le pouvoir en place, le Premier ministre Petre Roman démissionne, Theodor Stolojan est chargé le 1er octobre de former un gouvernement de coalition avec le Parti national libéral. La nouvelle Constitution de Roumanie, approuvée par l'Assemblée constituante le 21 novembre 1991 par 414 voix contre 95, est approuvée par référendum le 8 décembre 1991,,.

## République populaire socialiste d'Albanie
L'Albanie est le plus petit et le plus pauvre des États communistes d'Europe, à la limite du sous-développement. Replié sur lui-même, fidèle au marxisme-léninisme, le régime national-staliniste gère le pays en quasi-autarcie. Aussi la vague des révolutions d'Europe de l'Est ne l'atteint-il que fin 1990, un an après les autres.
Face à la dégradation économique du pays et conscient des changements induits partout par la politique de Gorbatchev, Ramiz Alia met en œuvre par pragmatisme quelques réformes, comme la légalisation de l'artisanat privé et l'autorisation accordée aux paysans de vendre librement leurs produits, la réouverture des lieux de culte fermés depuis 1967 ou encore la reprise des relations diplomatiques avec quelques pays occidentaux. La contestation se développe cependant parmi la jeunesse, davantage informée que le reste de la population très endoctrinée et sans contact avec l'extérieur.
À partir du 9 décembre 1990, les manifestations d'étudiants et d'ouvriers à Tirana s'étendent rapidement à toutes les principales villes albanaises, les manifestants réclament un régime parlementaire, des élections multipartites et des changements majeurs dans la structure économique du pays. En réponse aux manifestations, le gouvernement albanais annonce que la formation de partis politiques indépendants sera autorisée. Le 17 décembre, le Praesidium de l'Assemblée du peuple passe un décret sur « la création de partis politiques et d'associations », signifiant la dissolution du parlement et l'organisation d'élections à brève échéance, le Parti démocrate d'Albanie est le premier parti d'opposition à être officiellement enregistré. En janvier 1991, 3 000 prisonniers politiques sont libérés.
La perspective des élections prochaines et les premières mesures de libéralisation politique ne calment pas les manifestants. De janvier à mars, le pays est traversé par les manifestations et des actions violentes. Le 21 février 1991, environ 100 000 personnes se rassemblent sur la place Skanderbeg, principale place de Tirana et renversent la statue d'Enver Hoxha, le Staline albanais. Des milliers d'Albanais fuient la misère et ces violences en cherchant refuge en Grèce ou en Italie. Malgré tout, le Parti du travail d'Albanie au pouvoir remporte les premières élections pluralistes en mars 1991 grâce au vote des campagnes où l'influence des communistes, et la peur du régime, restent prédominante. Ramiz Alia lui-même est battu dans sa circonscription de Tirana.
Les résultats de l'élection ne sont pas acceptés par une grande partie de la population. Le 2 avril, à Shkodër, des manifestants incendient le siège du Parti du travail, la police tire sur les manifestants faisant quatre morts et une cinquantaine de blessés. Avec le soutien des syndicats ouvriers indépendants nouvellement formés, le Parti démocrate organise une grève générale à partir du 6 avril qui met pratiquement à l'arrêt l'économie du pays. Malgré le chaos dans lequel le pays est plongé, l'Assemblée populaire nouvellement élue, vote le 29 avril 1991 une Constitution provisoire qui élimine toute référence au socialisme et au système de gouvernement précédent et instaure des institutions démocratiques,.
Les communistes ne maîtrisent plus la situation, ayant perdu le soutien de la classe ouvrière et des villes. Un gouvernement de coalition est formé le 12 juin 1991, dirigé par Ylli Bufi, comportant 12 ministres communistes et 12 ministres de l'opposition. Le Parti du travail s'auto-dissout durant son Congrès du 10 au 12 juin pour devenir le Parti socialiste d'Albanie. En juillet, le gouvernement autorise les paysans à devenir propriétaires de petites parcelles auprès des fermes collectives. Cette décision intervient trop tard pour assurer une bonne récolte. Les aides reçues des pays occidentaux compensent en partie ce déficit de la production agricole, notamment la CEE fournit 50 000 tonnes de blé. Des milliers d'Albanais continuent de fuir le pays pour l'Italie à bord de bateaux,.
Le Parti démocrate se retire de la coalition en janvier 1992, des élections anticipées deviennent inévitables. Les nouvelles élections législatives du 22 mars 1992 sont remportées par le Parti démocrate d'Albanie qui obtient 92 sièges sur 140. Le président de la République Ramiz Alia démissionne le 3 avril. Le 9 avril, Sali Berisha est élu par le parlement, devenant le premier président albanais démocratiquement élu. Des réformes économiques radicales sont engagées, la situation économique et sociale des Albanais ne s’améliore toutefois que très lentement.

## Premières années du post-communisme (1990-1994)
Pour un article plus général, voir Géopolitique des années 1990.
Les premières années du post-communisme sont dans les sept États d'Europe de l'Est marquées par des transformations géopolitiques, politiques et économiques dont la simultanéité et la profondeur vont se traduire par des difficultés auxquelles les populations ne s'attendent pas à être confrontées, tant sont grands les espoirs suscités par les révolutions essentiellement pacifiques. Un consensus s'est établi lors des « Tables rondes » sur la nécessité de passer du système totalitaire à parti unique à la démocratie parlementaire pluraliste, et d'abandonner l'économie planifiée dirigiste au profit de l'économie de marché sociale. Mais le choix du chemin pour y parvenir n'a dans aucun de ces pays fait l'objet de réflexions en profondeur et consensuelles, tant étaient grands le manque d'expérience des nouveaux dirigeants dans ce paradigme à atteindre et dans le même temps l'impatience de la population épuisée par des décennies de privations, de soumission et de guerre. Les premières années qui suivent la chute des régimes communistes sont donc partout chaotiques sur le plan politique comme dans le domaine économique.

### Remodelage géopolitique de l'Europe
La chute de tous les régimes communistes en Europe entraîne un bouleversement total de la géopolitique européenne, dont la première dimension est la disparition et la création de nombreux États. Fin 1994, parmi les sept démocraties populaires d'Europe centrale, la RDA a disparu, absorbé par la RFA pour former une Allemagne réunifiée, première puissance économique du continent, et la Tchécoslovaquie a éclaté en deux républiques, slovaque et tchèque. Mais surtout à cette même date, plus globalement, la Yougoslavie s'est disloquée en plusieurs États en proie à des guerres civiles terribles, et l'Union soviétique a disparu donnant naissance à quinze États,.
La deuxième dimension fondamentale de la nouvelle équation géopolitique de l'Europe est l'échec de la tentative de mettre en place une nouvelle architecture politique et de sécurité en Europe, popularisée par Gorbatchev comme la « maison commune européenne » que Mitterrand soutint un temps, et dont la signature de la Charte de Paris pour une nouvelle Europe en novembre 1990 dans le cadre de la CSCE constitua un premier pas sans lendemain. Ce sont finalement les organisations multinationales occidentales, l'OTAN et la CEE devenue l'Union européenne, qui s'étendent vers l'Est.

### Apprentissage de la démocratie
Les sept anciens États communistes d'Europe de l'Est adoptent rapidement le multipartisme et les attributs d'une démocratie parlementaire. Pour autant, au-delà des apparences, le caractère réellement démocratique des nouvelles institutions et de ceux qui les mettent en œuvre varie substantiellement d'un pays à un autre et dans le temps. Partout le processus de démocratisation passe par la tenue d'élections libres et l'élaboration d'une nouvelle constitution. Ces étapes sont parfois franchies rapidement, comme en Hongrie, ou étalées sur plusieurs années comme en Pologne.

#### Constitution: de l'habillage démocratique communiste à la démocratie occidentale
Les régimes communistes ont toujours cherché à donner une base légale à leur organisation politique et économique et à leurs relations interétatiques, qui traduise l'idéologie marxiste-léniniste et garantisse les intérêts et les droits des ouvriers et des paysans. Tous ces États communistes ont une constitution, des élections parlementaires et des traités d'amitié et de coopération les uns avec les autres. Aussi, à leur chute, les nouveaux dirigeants accordent partout une grande priorité à la modification de la constitution et à la tenue d'élections multipartites, symboles de la mise en place d'une démocratie parlementaire de modèle occidental.
Les constitutions des démocraties parlementaires, toutes proches de la Constitution de 1936 de l'URSS, non seulement organisent les institutions mais aussi définissent les orientations politiques de base dont les évolutions sont traduites par des amendements, parfois importants. L'exemple de la RDA est à cet égard caractéristique. En cohérence avec l'objectif de l'URSS qu'une Allemagne réunifiée et neutre voit le jour à court terme, la Constitution de 1949 dispose que l'Allemagne est « une République démocratique indivisible » et qu'il n'existe qu'une « seule citoyenneté allemande ». Cet objectif n'étant plus d'actualité, la nouvelle Constitution de 1968 oppose au contraire l'Allemagne de l'Ouest « impérialiste » à l'Allemagne de l'Est définie comme étant « un État socialiste de la nation allemande » où « les travailleurs des villes et des campagnes travaillent ensemble à mettre en œuvre le socialisme, sous la direction de la classe ouvrière et de son Parti marxiste-léniniste ». La Constitution de 1968 institutionnalise le Front National de la RDA, au sein duquel « tous les partis et organisations de masse unissent leurs forces pour le développement de la société socialiste », ainsi que l'établissement d'une coopération et d'une amitié profondes avec l'URSS et les autres États socialistes. Le rôle dirigeant du Parti communiste et la communauté des États socialistes se trouvent ainsi consacrés de manière explicite. La Constitution de 1974 gomme presque complètement la référence à la nation allemande. Ainsi, la RDA n'est plus définie comme un État socialiste « de la nation allemande » mais comme celui « des ouvriers et des paysans », et la relation avec l'URSS devient fondamentale : « La RDA est alliée à jamais et irrévocablement à l'Union soviétique. Cette alliance étroite et fraternelle garantit au peuple de la RDA de nouveaux progrès sur la voie du socialisme et de la paix ».
À partir de 1989, l'un des premiers actes des nouveaux dirigeants, qu'il s'agisse d'opposants de longue date aux communistes ou de communistes réformateurs, est de revoir leur constitution. Partout, la démocratie, le libéralisme économique et les droits de l'homme sont au cœur des nouvelles constitutions, même lorsqu'elles sont votées par les parlements élus sous les régimes communistes. Ainsi, illustrant l'esprit général des transformations politiques et économiques en Europe de l'Est, le préambule de la révision adoptée le 23 octobre 1989 de la Constitution hongroise fixe comme objectif de « favoriser une transition politique pacifique vers un système multipartite, vers une démocratie parlementaire et vers l’économie sociale de marché réalisée par l’État de droit »,. Autre exemple, le projet de nouvelle Constitution de la RDA élaboré en avril 1990 fait toujours mention du socialisme, mais supprime toute référence au marxisme-léninisme, au Parti communiste ou à l'URSS. Il met l'accent sur les droits de l'homme, dont « la dignité […] est inviolable » et dispose que « tout pouvoir sert le bien du peuple. Il assure sa vie paisible, protège la société socialiste et assure le mode de vie socialiste des citoyens, le libre développement de la population, préserve sa dignité et garantit les droits inscrits dans la constitution ».
| Rubrique                  | Année  | ALB                 | BGR                      | HUN              | POL                       | RDA            | ROU                      | CSE                      | CSE                      |
| ------------------------- | ------ | ------------------- | ------------------------ | ---------------- | ------------------------- | -------------- | ------------------------ | ------------------------ | ------------------------ |
| Constitution              | < 1989 | 1976                | 1971 (en)                | 1949 (en)        | 1952 (en)                 | 1949 1968 1974 | 1948 (en) 1952 (en) 1965 | 1948 1960 (en) 1968 (en) | 1948 1960 (en) 1968 (en) |
| Constitution              | > 1989 | 1991 1998           | 1991                     | 1989 (en), 2011, | 1989 (en), 1992 (en) 1997 | 1989 1990      | 1989 1991                | 1989                     | 1989                     |
| Constitution              | > 1989 | 1991 1998           | 1991                     | 1989 (en), 2011, | 1989 (en), 1992 (en) 1997 | 1989 1990      | 1989 1991                | SVK 1992                 | CZE 1992                 |
| Élections législatives    | < 1989 | 1987 (en)           | 1986 (en)                | 1985 (en)        | 1985                      | 1986           | 1985                     | 1986 (en)                | 1986 (en)                |
| Élections législatives    | > 1989 | 1991 (en) 1992 (en) | 1990 1991 (en) 1994 (en) | 1990 1994        | 1989 1991 1993            | 1990           | 1990 1992                | 1990 1992                | 1990 1992                |
| Élections présidentielles | >1989  |                     | 1992 (en)                |                  | 1990                      |                | 1990 1992                |                          |                          |
| Notes1. 2.                |        |                     |                          |                  |                           |                |                          |                          |                          |

En Tchécoslovaquie, la préoccupation dominante est celle du fédéralisme qui a déjà fortement marqué de son empreinte les évolutions successives durant l'ère communiste. Le Parlement tchécoslovaque élu en 1990 ne parvient pas à un accord sur les futures institutions fédérales et régionales. Une Charte des droits et libertés est toutefois adoptée le 9 janvier 1991 par l'Assemblée fédérale de la République fédérative tchèque et slovaque en vertu des propositions faites par le Conseil national tchèque et le Conseil national Slovaque. Le préambule de cette charte rappelle « les expériences amères des temps où les droits de l'homme et les libertés fondamentales étaient opprimés dans notre patrie », exprime la volonté de renouer avec « les valeurs humaines généralement partagées ainsi qu'avec les traditions démocratiques et autonomes de nos nations » et reconnait « l'inviolabilité des droits inhérents à la personne humaine, des droits du citoyen et la souveraineté de la loi ». Les discussions entre Tchèques et Slovaques sur la Constitution de l'État commun échouent au début de 1992. Les élections du 6 juin 1992 voient la victoire des formations politiques disposées à former deux États indépendants. L'Assemblée fédérale tchécoslovaque adopte le 25 novembre une loi qui prévoit les modalités de la disparition de l'État commun. La République slovaque et la République tchèque naissent officiellement le 1er janvier 1993, chacune dotée d'une constitution propre,.

#### Élections législatives et présidentielles
La vie politique est cependant partout soumise à des facteurs d'instabilité qui attisent les antagonismes et nuisent au développement de politiques stables de modernisation économique et sociale. En premier lieu, la participation d'anciens communistes dans les instances gouvernementales ou législatives fait souvent polémique entre les partis, mais aussi entretient des mouvements populaires de révolte contre l'ordre ancien. Les débats idéologiques autour de quelques grandes tendances — libéralisme, populisme, nationalisme, socialisme, christianisme — sont également sources de fragmentation des partis politiques et de l'opinion, et par là-même induisent souvent une instabilité politique. Les difficultés de la vie quotidienne exacerbent aussi les rancœurs de la population et le discrédit des hommes politiques qui partout initient la transition vers l'économie de marché, sans que les effets négatifs à court terme en soient anticipés.

### Pauvreté et difficultés économiques
Dans les années 1990, les statistiques des pays d'Europe de l'Est ne sont plus truquées à des fins de propagande et dévoilent la considérable pauvreté des populations qui affecte particulièrement les enfants. Pour l'Unicef, si la fin du communisme avait soulevé « l’espoir que leurs besoins seraient satisfaits à court terme, cet espoir a été largement trahi ». En Europe centrale, la proportion d'enfants vivant dans la pauvreté double au cours des années 1990.
Dans une Europe centrale traumatisée par quarante années de communisme, il n'est pas surprenant que la pensée libérale s'impose facilement, nourrie des succès du Reaganisme et du Thatchérisme. Aucune troisième voie, comme la RDA l'envisage afin d'être absorbée par la RFA, ne semble possible. Mais la mutation du système communiste au système libéral requiert des transformations considérables sur tous les plans : il ne s'agit pas seulement de privatiser et d'investir dans des technologies et des savoir-faire modernes, il faut aussi transformer les mentalités, le cadre institutionnel, juridique et fiscal et les structures de l'État.
Le prix à payer par la population pour opérer cette mutation est élevé. En particulier, le chômage s'installe durablement à des niveaux élevés, alors que les régimes communistes se sont efforcés coûte que coûte de faire vivre le mythe du plein-emploi, bien qu'il soit une des causes premières de la faible productivité des économies socialistes. La faible qualité des productions locales aggrave le phénomène : dès lors que des produits occidentaux de qualité deviennent librement accessibles, la demande pour les produits des grands conglomérats industriels en situation de monopole s'effondre. Ainsi, en RDA l'usine de fabrication des automobiles Trabant ferme ses portes aussitôt que les Allemands de l'Est peuvent s'acheter des automobiles ouest-allemandes.
Les gouvernements qui se mettent en place au début des années 1990 sont confrontés à un dilemme : comment ne pas dégrader la situation sociale de la population qui les a portés au pouvoir avec l'espoir d'un meilleur sort, tout en menant à bien les transformations qu'ils jugent nécessaires et que le FMI et la Banque mondiale exigent pour accorder leur aide financière ? L'introduction des nouvelles politiques économiques, la conjoncture économique mondiale médiocre et l'effondrement du CAEM conduisent en 1990 à une forte récession avec une chute moyenne de 18 % de la production industrielle.

## Données géopolitiques
Le tableau ci-dessous présente un ensemble d'indicateurs relatifs à l'économie, la population et le niveau de vie des pays de l'Est. La colonne la plus à droite présente ces données pour la France à titre de comparaison entre l'Est et l'Ouest.
| Donnée                                                  | Année | ALB     | BGR     | HUN    | POL    | RDA    | ROU    | CSE    |  | FRA    |
| ------------------------------------------------------- | ----- | ------- | ------- | ------ | ------ | ------ | ------ | ------ |  | ------ |
| Population, (en milliers)                               | 1980  | 2 672   | 8 861   | 10 711 | 35 574 | 16 740 | 22 243 | 15 279 |  | 53 731 |
| Population, (en milliers)                               | 1989  | 3 228   | 8 877   | 10 482 | 37 962 | 16 675 | 23 161 | 15 624 |  | 56 270 |
| Population, (en milliers)                               | Δ     | +20,8 % | +0,02 % | -2,1 % | +6,7 % | -0,4 % | +4,1 % | +2,3 % |  | +4,7 % |
| Mortalité infantile (pour mille naissances)             | 1980  |         | 20,2 ‰  | 23,1 ‰ | 21,2 ‰ |        | 29,3 ‰ | 18,4 ‰ |  | 10,2 ‰ |
| Mortalité infantile (pour mille naissances)             | 1989  |         | 13,7 ‰  | 16,0 ‰ | 16,7 ‰ |        | 23,6 ‰ | 12,4 ‰ |  | 7,7 ‰  |
| Voitures (pour 1 000 hab.)                              | 1987  |         | 127     | 153    | 74     | 206    | 11     | 182    |  | 380    |
| Utilisation d'énergie (kg équivalent. pétrole par hab.) | 1980  | 1 150   | 3 204   | 2 646  | 3 559  |        | 2 933  |        |  | 3 477  |
| Utilisation d'énergie (kg équivalent. pétrole par hab.) | 1989  | 896     | 3 427   | 2 875  | 3 259  |        | 2 987  |        |  | 3 796  |
| Utilisation d'énergie (kg équivalent. pétrole par hab.) | Δ     | -22,1 % | +7,0 %  | +8,6 % | -8,4 % |        | +1,8 % |        |  | +9,2 % |